# Königsberg (Preußen)

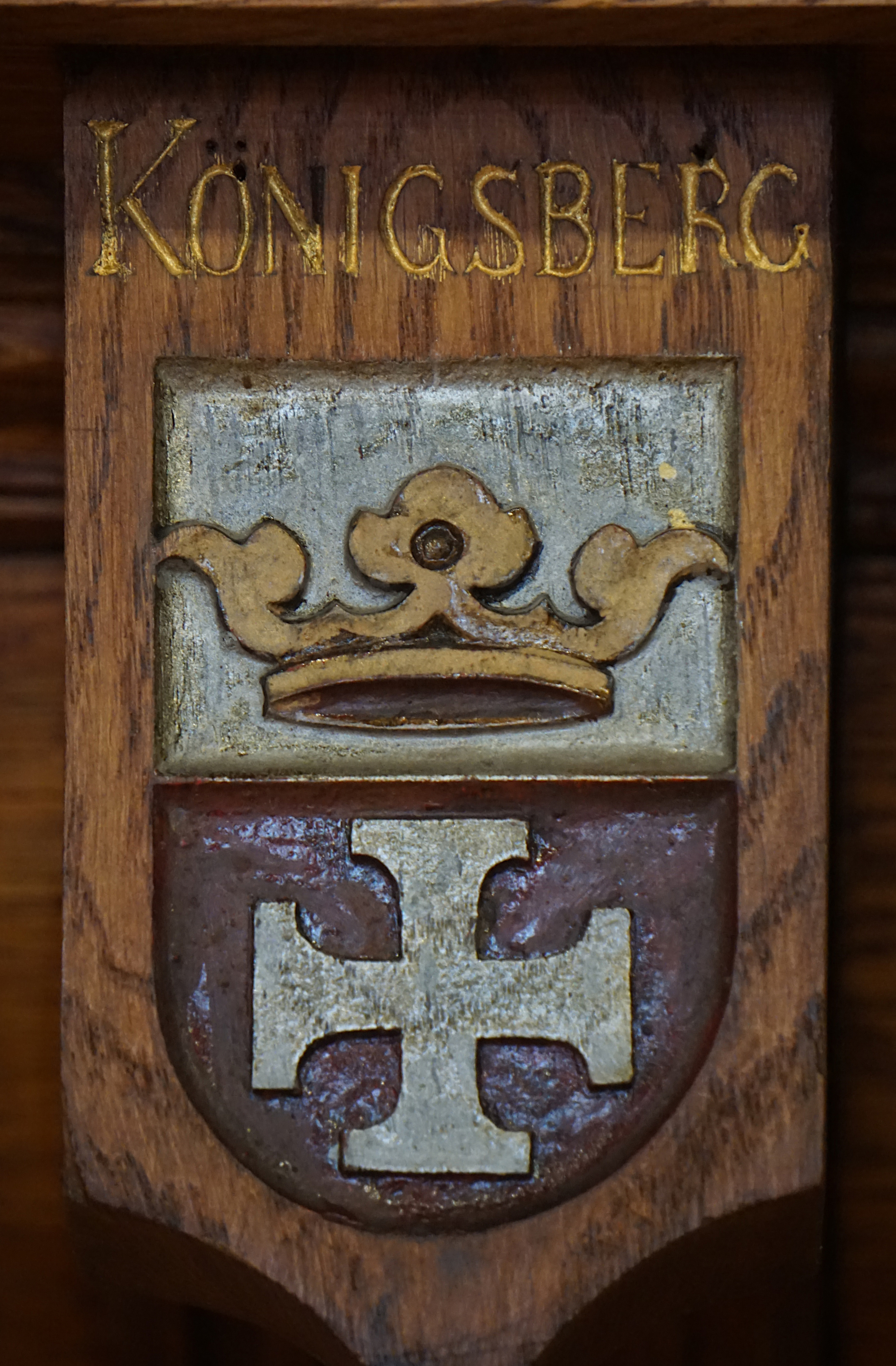
Wappen von Königsberg im Plenarsaal des altstädtischen Rathauses in Danzig

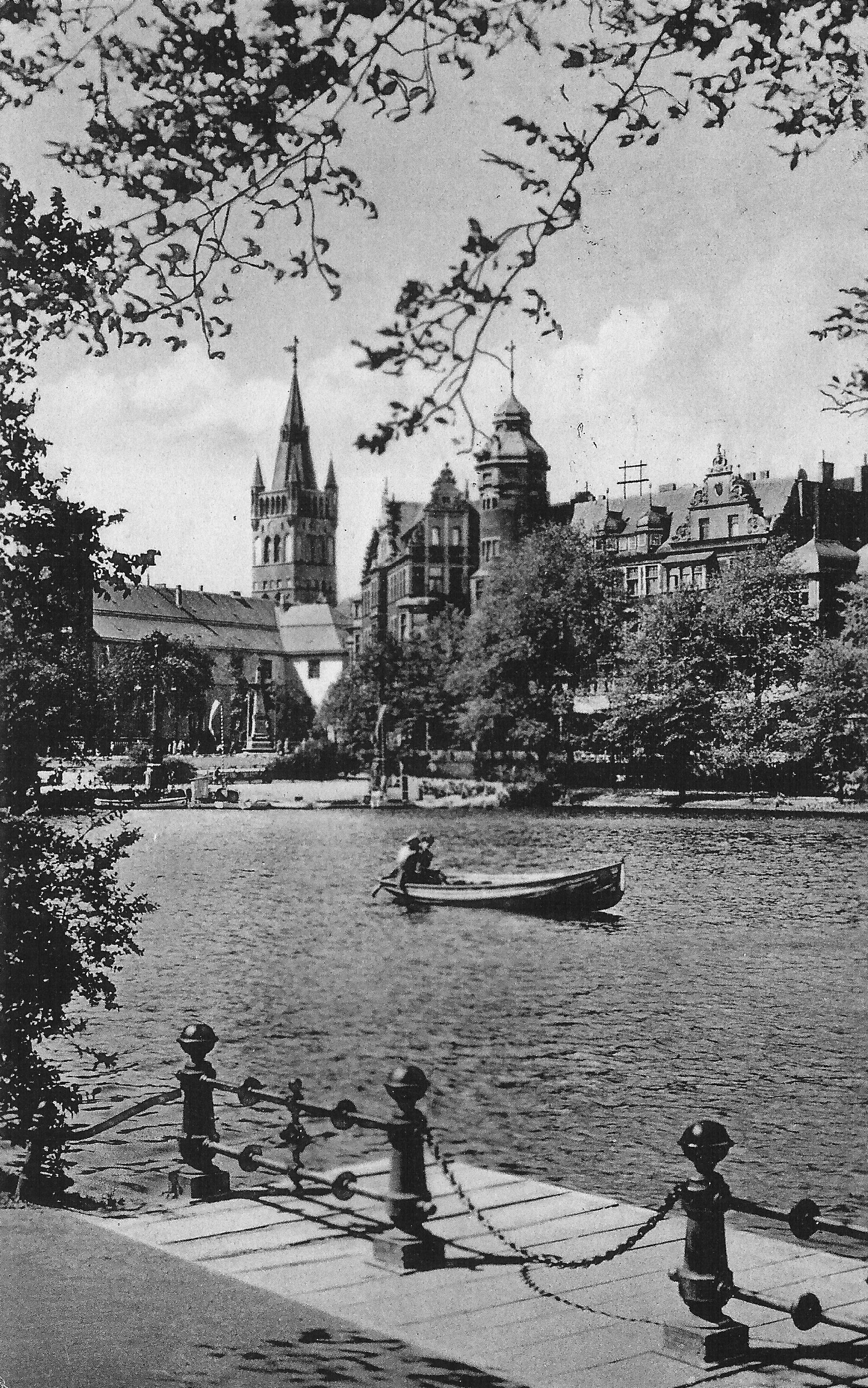
Schlossteich, im Hintergrund das Königsberger Schloss (1912)

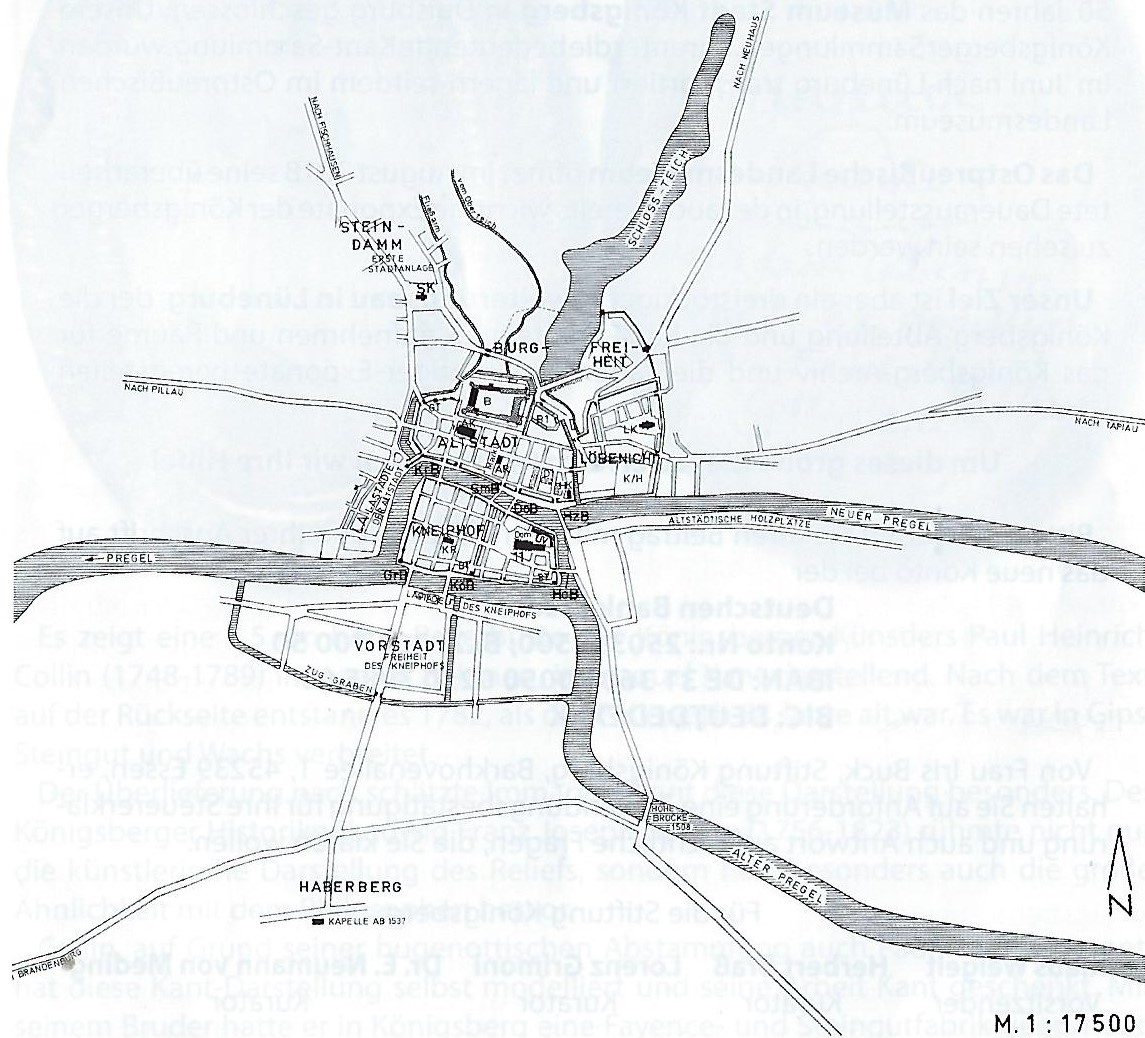
Alte Teilstädte in Königsberg (1255)

Königsberg nordöstlich des Frischen Haffs auf einer Landkarte von 1910

Stadtplan von Königsberg 1905

Königsberg (niederpreußisch Keenigsbarch) war die Hauptstadt der preußischen Provinz Ostpreußen. Ihre nahezu siebenhundertjährige Geschichte endete infolge des Zweiten Weltkriegs. Die Stadt wurde 1946 als fortan russische Stadt in Kaliningrad umbenannt.
Königsberg entstand bei der 1255 vom Deutschen Ritterorden an der Pregelmündung im Südosten der Halbinsel Samland errichteten gleichnamigen Burg. Bis 1945 war Königsberg als Hauptstadt der preußischen Provinz Ostpreußen deren kulturelles und wirtschaftliches Zentrum. Mit der Reichsgründung wurde es 1871 zur nordöstlichsten Großstadt des Deutschen Reiches. Im April 1945 eroberte die Rote Armee in der Schlacht um Königsberg die durch zwei britische Luftangriffe schon 1944 weitgehend zerstörte Stadt. Anschließend nahm die Sowjetunion das nördliche Ostpreußen mit Königsberg in Besitz. Die nach der Eroberung in Ostpreußen verbliebene und auch in den Jahren danach am Leben gebliebene deutsche Zivilbevölkerung wurde bis 1948 zwangsweise in die Sowjetische Besatzungszone Deutschlands umgesiedelt.

## Geographische Lage
Königsberg/Kaliningrad liegt auf derselben geographischen Breite wie Kap Arkona, die Schleimündung, Belfast, Vilnius, Smolensk und der Baikalsee. Die Geographische Länge teilt die Stadt mit Olsztyn (Allenstein), Belgrad, den östlichen Ålandinseln und dem Westrand der Barentsinsel.
Sie liegt auf beiden Ufern des Pregels, nördlich des alten Pregels im Samland, südlich in Natangen. Die Stadt hat sieben Hügel: Löbenichtscher Kirchenberg, Schiefer Berg, Mühlenberg, Schlossberg, Rollberg, Bauernberg und Butterberg; außerhalb der drei alten Städte sind der Haberberg und der Veilchenberg. Die Höhe über dem Meeresspiegel beträgt: Kneiphof 2,5 m, Schlossberg 13 m, Haberberg 9,5 m; höchster Punkt am Oberteich mit 22,5 m. Entfernungen (als Luftlinie) sind: Berlin 583 km, Danzig 148 km, Sowetsk (Kaliningrad) (Tilsit) 98 km, Tschernjachowsk (Insterburg) 85 km.

## Stadtgebiet
1595 betrug die Entfernung vom äußeren Sackheimischen Krug bis zum Ende des Nassen Gartens 4,6 km. 1864 umfasste das Stadtgebiet 2063 ha. Durch die ersten Eingemeindungen (1905) wuchs Königsberg um 2033 ha auf 4434,9 ha. Gemeinsam erwarben die Stadt und der Landkreis Königsberg i. Pr. 1910 den Galtgarben. 1927 wuchs die Stadt durch weitere Eingemeindungen um 4019 ha auf 8454 ha, bis 1932 auf 9790,9 ha. Die letzten Eingemeindungen erfolgten 1939.

## Geschichte

### Stadtgründung und Deutschordenszeit

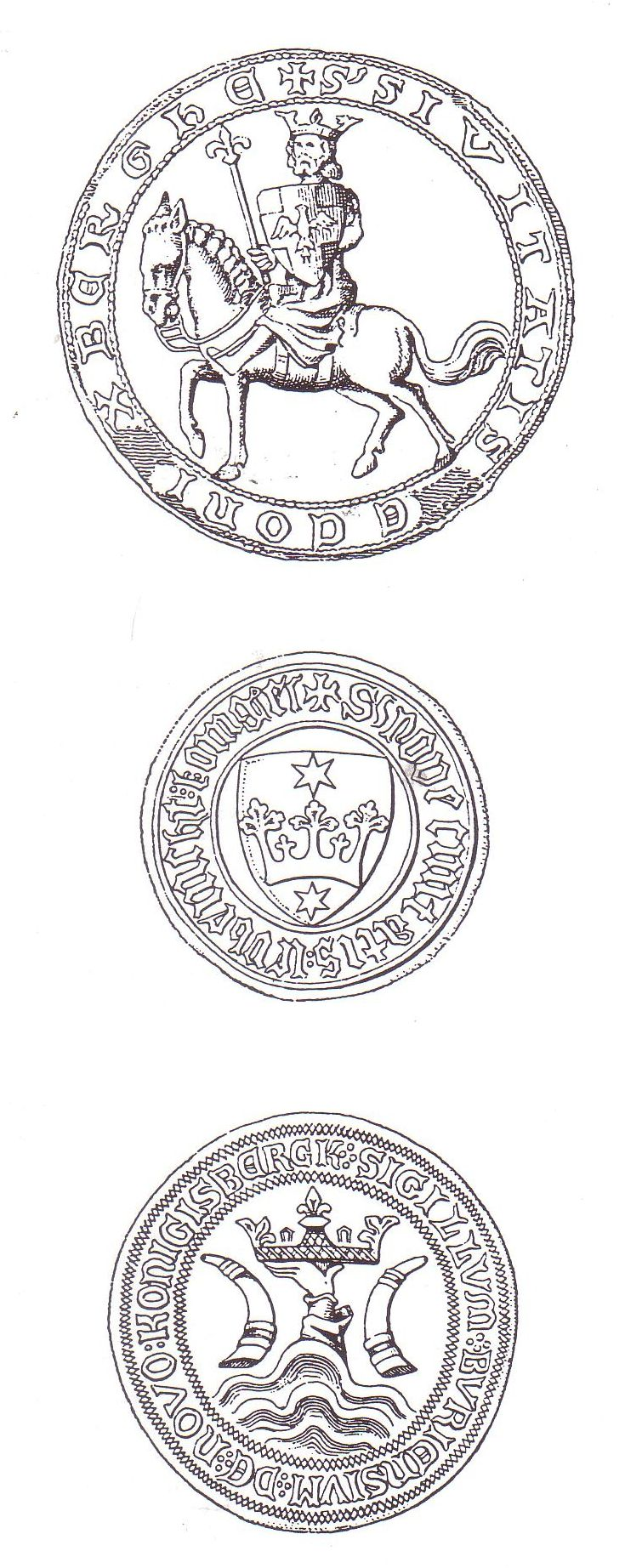
Die ältesten Siegel der drei Teilstädte Königsbergs: Altstadt (1360), Löbenicht (1413), Kneiphof (1383)

Nach den Schilderungen des Wulfstan von Haithabu, der um 900 nach Truso reiste, gab es in dem Land der westbaltischen Prußen zahlreiche Burgen, die jeweils einem kynig unterstanden und den Kern einer Siedlungszelle in der näheren Umgebung bildeten. Eine solche Wallburg mit Namen Twangste bestand an der Mündung des Pregels vor der Einmündung in das Frische Haff. Zu ihr gehörten ein Dorf und ein Hafenplatz, der von den Wikingern als auch Lübecker Kaufleuten frequentiert wurde. Als der Deutsche Orden 1230 mit der Eroberung Preußens begann, planten die Lübecker die Gründung einer Tochterstadt, kamen jedoch nicht dazu, dies rechtzeitig umzusetzen. 1255 erreichte der Deutsche Orden unter Poppo von Osterna die Pregelmündung. Dort errichtete er eine Ordensburg.
Die Altstadt wurde 1256 im Gebiet des späteren Steindammes angelegt und nach der Zerstörung durch die Prußen während des Großen Prußenaufstandes im Jahr 1263 in dem Tal unterhalb des Schlossbergs wieder aufgebaut. 1283 erfolgte die Gründung der zu Ehren von Ottokar II. Přemysl Königsberg genannten Stadt. Sie erhielt 1286 das Stadtrecht nach dem Kulmer Recht durch Landmeister Konrad von Thierberg d. J. und wurde 1340 Mitglied der Hanse.
In unmittelbarer Nachbarschaft zur Altstadt wurden 1300 Löbenicht und 1327 Kneiphof gegründet, die jedoch erst 1724 durch eine königliche Entscheidung vereinigt wurden. Das Königsberger Schloss, die königlichen Freiheiten, die Burgfreiheit, der Tragheim, Vorder- und Hinterroßgarten sowie die Neue Sorge blieben außerhalb. Die Amtsbezeichnung war nun Königlich Preußische Haupt- und Residenzstadt Königsberg. Erst mit der Preußischen Städteordnung wurden das Schloss und die kgl. Freiheiten eingemeindet. Jede Ansiedlung verfügte ursprünglich über eigene Verwaltung, Befestigungsanlagen, einen Markt sowie eine Kirche. Die Bewohner waren vorwiegend vom Orden angesiedelte Deutsche. Diese besondere Verwaltungsform blieb bis zum Zusammenschluss der Kommunen unverändert.
Die Kneiphofinsel war seit 1322 geistlicher Bezirk, wo zwischen 1330 und 1380 der Königsberger Dom entstand. Die Burg, seit 1330 Sitz des Ordensmarschalls, wurde im 14. Jahrhundert ein zentraler Sammlungspunkt der litauerreisenden Adligen. So bildete Königsberg eine der Basen der Litauerkriege des Deutschen Ordens. 1370 wurde ein auf Königsberg zielender Vorstoß litauischer Heere durch städtische Aufgebote sowie die Streitmacht des Deutschen Ordens in der Schlacht bei Rudau abgewendet.
Im Hoch- und Spätmittelalter verstand man unter der Bezeichnung „Königsberg“ zumeist die Ordensburg, obwohl der Name zunehmend auf die umgebenden Kommunen übertragen wurde.
Als Mitte des 15. Jahrhunderts die preußischen Stände gegen die Herrschaft des Ordens aufbegehrten, den Preußischen Bund gründeten und sich bei Garantie großzügiger Privilegien der polnischen Krone unterstellten, waren die drei Städte im Umfeld der Burg Königsberg zunächst beteiligt. Dagegen wehrten sich trotz bereits erfolgter Huldigung die Handwerker der Teilstadt Altstadt und Löbenicht. In schweren Kämpfen konnten sie zusammen mit den Freien des Samlandes und dem Orden die von Danzig unterstützte Teilstadt Kneiphof niederringen. So bekannte sich Königsberg 1456 erneut zum Orden und ermöglichte ihm, seine Machtpositionen im Samland zu behaupten.
Nach dem Dreizehnjährigen Krieg wurde 1466 im Zweiten Frieden von Thorn Preußen geteilt. Königsberg verblieb bei dem vom Deutschen Orden verwalteten Teil Preußens. Nach dem Verlust der Marienburg 1457 wurde die Burg Sitz des Hochmeisters des Deutschen Ordens. Mit dem Einzug des Hochmeisters Ludwig von Erlichshausen auf dem Königsberger Schloss war das Domizil des Ordens und somit die gesamte Ansiedlung schon seit 1457 Zentrum des Ordensstaates.

### Hauptstadt des Herzogtums Preußen
Im Jahr 1525 führte der Hochmeister Albrecht aus dem Haus Hohenzollern die Reformation im Ordensstaat ein und beendete im Vertrag von Krakau den Reiterkrieg mit Polen durch Umwandlung des Ordensstaats in ein weltliches Herzogtum, das er als Fahnenlehen vom polnischen König entgegennahm. Da das Herzogtum sich nur auf den östlichen Teil Preußens erstreckte, führten er und seine Nachfolger den Titel „Herzog in Preußen“ und nicht „Herzog von Preußen“.
Als zweite lutherische Universität in Europa nach Marburg gründete Albrecht 1544 die Albertus-Universität. Er machte sich um die Astronomie verdient, indem er die Preußischen Tafeln von Erasmus Reinhold mitfinanzierte. Deren Bezugspunkt war Königsberg wegen seiner Wahl als geografischer Nullmeridian. Sie trugen maßgeblich zur Verbreitung der Lehre des 1543 gestorbenen Nikolaus Kopernikus bei. Dieser hatte als Domherr im Fürst-Bistum Ermland gewirkt, das der Krone Polens unterstand, aber fast rundherum vom Herzogtum Preußen umschlossen wurde.
Der zweite Herzog, Albrecht Friedrich, litt unter Depressionen und wurde aus diesem Grund durch Administratoren vertreten. Als er 1618 ohne männliche Nachkommen starb, wurde durch Erbfolge Kurfürst Johann Sigismund von Brandenburg Herzog in Preußen. Dessen Sohn, Kurfürst Georg Wilhelm von Brandenburg, musste im Dreißigjährigen Krieg die von den Schweden ausgeplünderte Mark Brandenburg und das Berliner Schloss verlassen und nahm 1638 mit seinem Hofstaat Zuflucht im unzerstörten Königsberg.
Wie ihre Vorgänger, die Hochmeister des Deutschen Ordens seit dem Zweiten Thorner Frieden 1466, mussten die Herzöge die polnische Lehnshoheit über das Herzogtum anerkennen. Durch geschickte Politik gelang es dem später als „Großer Kurfürst“ bezeichneten Friedrich Wilhelm von Brandenburg, die volle Souveränität des Herzogtums Preußen zu erlangen (Verträge von Labiau 1656, Wehlau und Bromberg 1657 und Oliva 1660). Dazu gehörte Königsberg, das damals noch aus den drei selbständigen Teilstädten Altstadt, Kneiphof und Löbenicht bestand.
Die Königsberger Stände wehrten sich gegen die absolutistischen Bestrebungen des Kurfürsten und versuchten, wie zweihundert Jahre zuvor der Preußische Bund, Unterstützung aus Polen zu bekommen. Der Kurfürst schlug diesen Königsberger Aufstand mit militärischen Mitteln nieder und konnte so seinen Machtanspruch und die Steuererhebung zur Finanzierung seines stehenden Heeres durchsetzen.
Nach dem Edikt von Potsdam (1685) wurden 350 Hugenotten in Königsberg sesshaft. Sie siedelten sich vorwiegend in der Burggasse, der späteren Französischen Straße, an. Ab 1733 bauten sie die Französisch-reformierte Kirche (Königsberg).

### Provinzhauptstadt im preußischen Staat

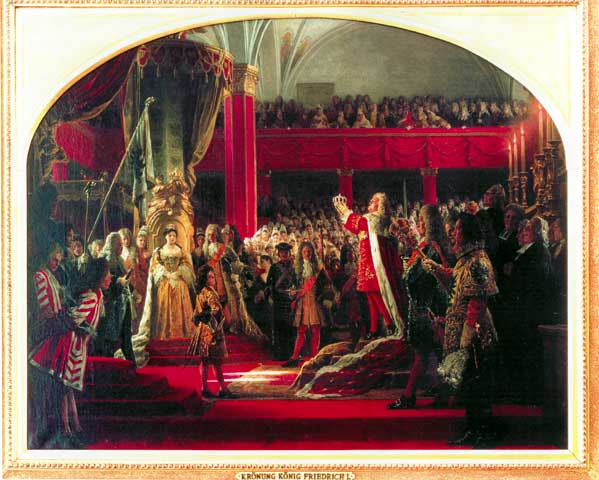
Königskrönung von Friedrich III.

1701 wurde das Herzogtum mit der Königskrönung Friedrichs III. zum Königreich erhoben. Der brandenburgische Kurfürst Friedrich III. krönte sich am 18. Januar in der Königsberger Schlosskirche als Friedrich I. zum König in Preußen, da es noch das zum Königreich Polen gehörende Preußen Königlichen Anteils gab, welches ebenso wie das Königreich Preußen nicht Teil des Heiligen Römischen Reiches Deutscher Nation war. Durch den Erwerb des Königstitels setzte sich für alle vom König in Preußen innerhalb und außerhalb der Reichsgrenzen regierten „Königlich Preußischen Staaten“ allmählich die Bezeichnung „Preußen“ durch, so dass nach 1701 Preußen im Sinne des preußischen Gesamtstaates entstand. „Preußen“ ist somit politisch aus dem hohenzollernschen Brandenburg hervorgegangen, verdankt aber seinen Namen dem östlichen Preußen um Königsberg.
1708 bis 1710 hatte Ostpreußen große Bevölkerungsverluste durch die Große Pest (Preußen). Diese wurden unter dem „Soldatenkönig“ Friedrich Wilhelm I. im Rétablissement (Ostpreußen) größtenteils wieder ausgeglichen, unter anderem mit Salzburger Exulanten. In den Kriegen Friedrichs des Großen 1740 bis 1763 wurde Ostpreußen mit Königsberg wiederholt Kriegsschauplatz und von 1758 bis 1762 von russischen Truppen besetzt und bis 1760 von Nikolaus Friedrich von Korff als Generalgouverneur verwaltet.
1724 wurden am 13. Juni die drei Städte Altstadt, Kneiphof und Löbenicht zur Stadt Königsberg vereinigt. Im selben Jahr wurde in Königsberg der wohl berühmteste Sohn der Stadt, der Philosoph Immanuel Kant geboren. Kant hat in seinem Leben seine Heimatstadt nie dauerhaft verlassen. Durch ihn wurde die Königsberger Universität zu einem Zentrum der Philosophie. 1730 wurde in Königsberg Johann Georg Hamann geboren. Er war Philosoph und Schriftsteller.
Im Jahre 1755 hatte die Stadt 76 Herbergen, 16 Armen- und Waisenhäuser, 20 Kirchen, 16 Lateinschulen, 5 Badstuben, 3 Schlachthäuser, 1370 Brunnen und 17 Turmuhren. 1804 waren nach Ludwig von Baczko 7 Gasthöfe erster und 12 Gasthöfe zweiter Klasse und 65 „ordinäre“ Krüge in der Stadt.
Als sich Friedrich II. 1772 an der ersten polnischen Teilung beteiligte, kam Pommerellen als Westpreußen unter die Herrschaft der Hohenzollern. Friedrich titulierte sich fortan „König von Preußen“ statt, wie sein Vater und Großvater, „König in Preußen“. Seitdem unterschied man die Provinzen Westpreußen und Ostpreußen. Hauptstadt der Letzteren war Königsberg. Um 1800 zählte Königsberg mit etwa 60.000 Einwohnern zu den größten deutschen Städten (zum Vergleich: Berlin ca. 170.000, Köln und Frankfurt am Main, je ca. 50.000, München ca. 30.000).
Im Juli 1807 wohnte Napoleon Bonaparte im Schloss. In den Koalitionskriegen war Königsberg ein wichtiger Schauplatz: Zunächst wurde das Königsberger Umland Flucht- und Rückzugsgebiet der in der Schlacht bei Jena und Auerstedt geschlagenen Preußischen Armee. Im Juni 1807 brandschatzten französische Truppen vier Tage lang die Stadt und steckten Häuser in Brand; die Bürger mussten eine Kontribution in Höhe von 20 Millionen Francs aufbringen. Nach dem Abzug der Franzosen begann in Königsberg die Reorganisation und Restrukturierung des Preußischen Staatswesens. Die Preußischen Reformen wurden im Luisenhaus beraten und beschlossen.

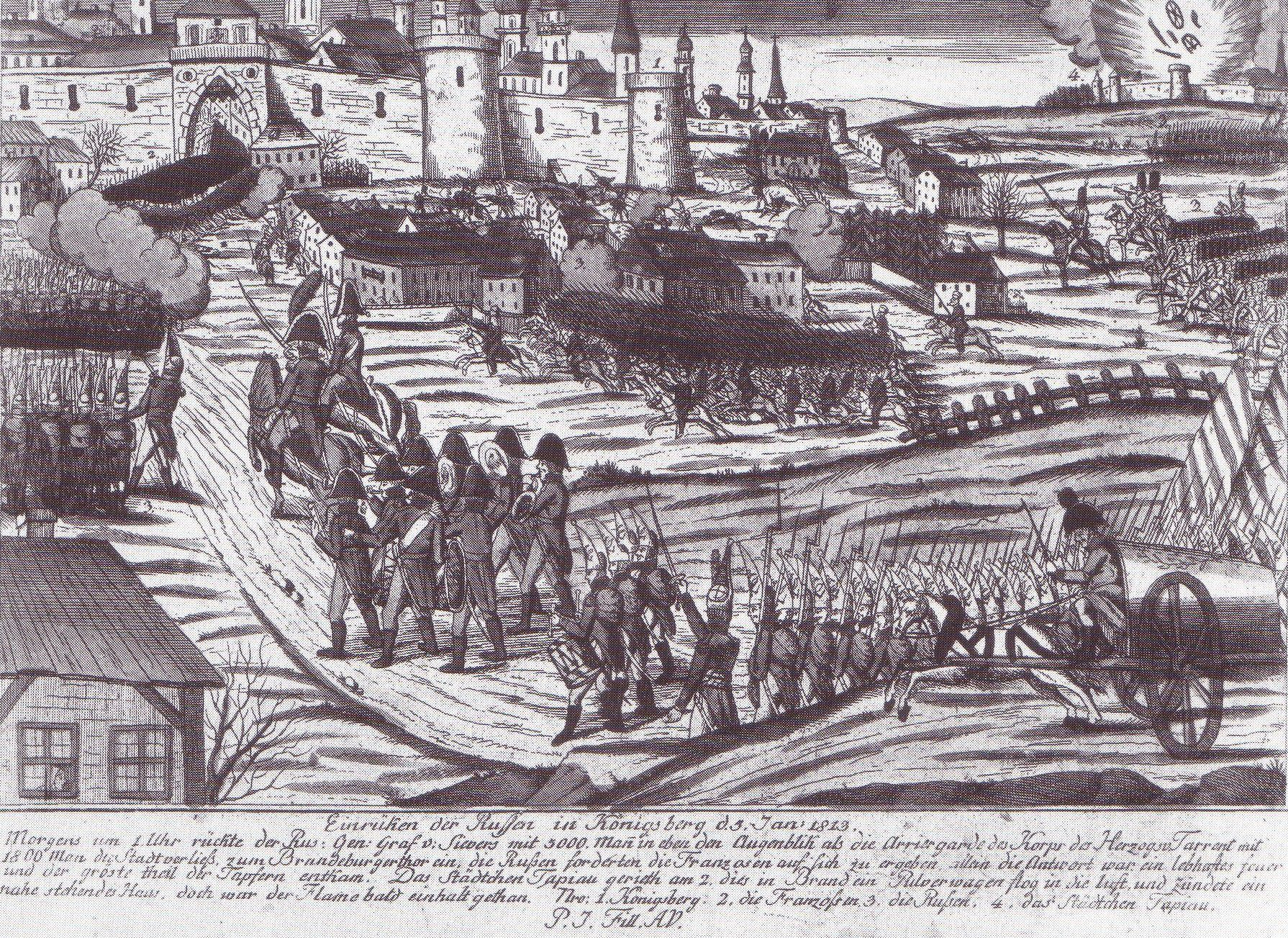
Einrücken der Russen in Königsberg am 5. Januar 1813

Unmittelbar nach der Niederlage von Napoleons Grande Armée im Russlandfeldzug 1812 und nach der Unterzeichnung der Konvention von Tauroggen ritt General Yorck von Wartenburg in die Stadt ein. Wiederum in Königsberg begann die organisierte Befreiungsbewegung gegen Napoleon, indem Yorck im Haus der Ostpreußischen Landschaft die Aufstellung der Ostpreußischen Landwehr forderte.
Im Rahmen der Kreisreform im Regierungsbezirk Königsberg vom 1. Februar 1818 wurde der Stadtkreis Königsberg eingerichtet, der neben der eigentlichen Stadt Königsberg zunächst die umliegenden ländlichen Orte umfasste, die zu den Königsberger Kirchspielen gehörten. Im Mai 1828 wurden die umliegenden ländlichen Orte aus dem Stadtkreis in den Landkreis Königsberg umgegliedert. Der Stadtkreis umfasste seitdem nur noch die eigentliche Stadt Königsberg, bestehend aus der Altstadt, dem Löbenicht und dem Kneiphof.
Im April 1829 trat der Pregel über die Ufer, und auch in Königsberg kam es zu einer großen Überschwemmung. Im selben Jahr wurden die beiden Provinzen Ost- und Westpreußen als Provinz Preußen mit der Hauptstadt Königsberg vereinigt. Nach der erneuten Teilung der Provinz 1878 war die Stadt wiederum nur Provinzhauptstadt Ostpreußens.

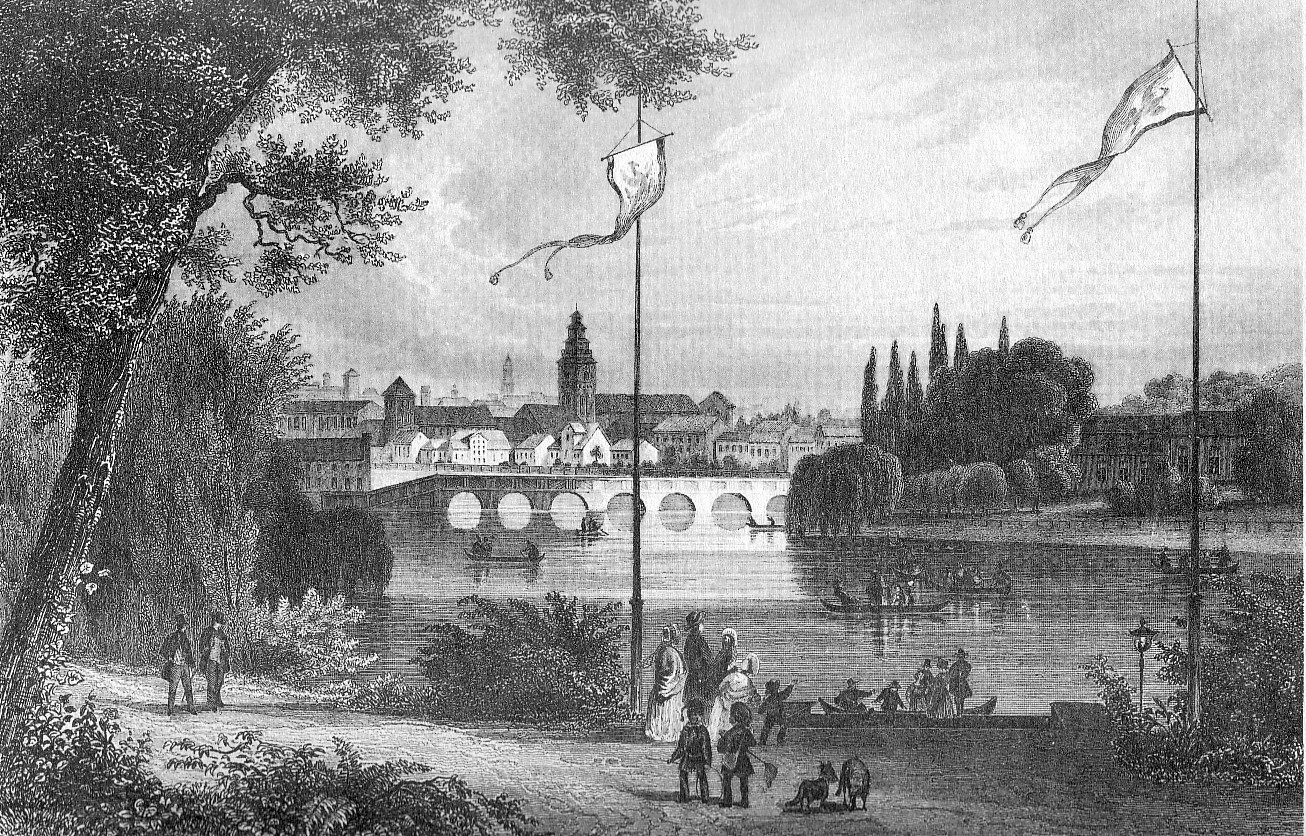
Blick auf Königsberg um 1850

1848 verfügten die in Königsberg niedergelassenen Reeder über 38 Handelsschiffe. Im November 1852 erhielt Königsberg eine Gasbeleuchtung.
Königsberg war über Jahrhunderte die geistige Mitte Preußens. Mit der Vollendung der Preußischen Ostbahn im Jahre 1860 begann seine Provinzialisierung durch Berlin. Die Ostbahn endete in Eydtkuhnen und verband Königsberg und Ostpreußen mit Berlin. Königsberg wurde zu einem Knotenpunkt im nordosteuropäischen Verkehr. König Wilhelm I. krönte sich am 18. Oktober 1861 in der Schlosskirche. Die eigens für die Zeremonie angefertigten Kronkarkassen sind seit dem Zweiten Weltkrieg verschollen.
Der 1834 gegründete Deutsche Zollverein und der 1867 gegründete Norddeutsche Bund umfassten im Gegensatz zum Heiligen Römischen Reich und dem 1815 gegründeten Deutschen Bund auch Ostpreußen. Ab 1871 gehörte es zum Deutschen Reich. In der Folge erlebte Königsberg einen wirtschaftlichen Aufschwung. 1895 fand die Große Nord-Ostdeutsche Gewerbeausstellung in Königsberg statt.
Um die Jahreswende 1918/19 waren 16.000 Arbeitslose und 70.000 Soldaten in der Stadt. Der Friedensvertrag von Versailles trennte Ostpreußen (mit östlichen Teilen Westpreußens) durch den Polnischen Korridor vom Hauptteil des Deutschen Reichs, was die ohnehin großen wirtschaftlichen Probleme der agrarwirtschaftlich geprägten Region noch verschärfte. Bis zum Ende des Zweiten Weltkrieges war Königsberg Deutschlands östlichste Großstadt.

#### Selbsthilfe
Das schwierigste Problem der Provinzialverwaltung Ostpreußen, der Bezirksregierung in Königsberg und der Stadtverwaltung war die Insellage Ostpreußens in der Zwischenkriegszeit. Um trotzdem die Entwicklung im Rahmen der Möglichkeiten voranzutreiben, entwickelten Hans Lohmeyer und Carl Friedrich Goerdeler das sog. Königsberger System.

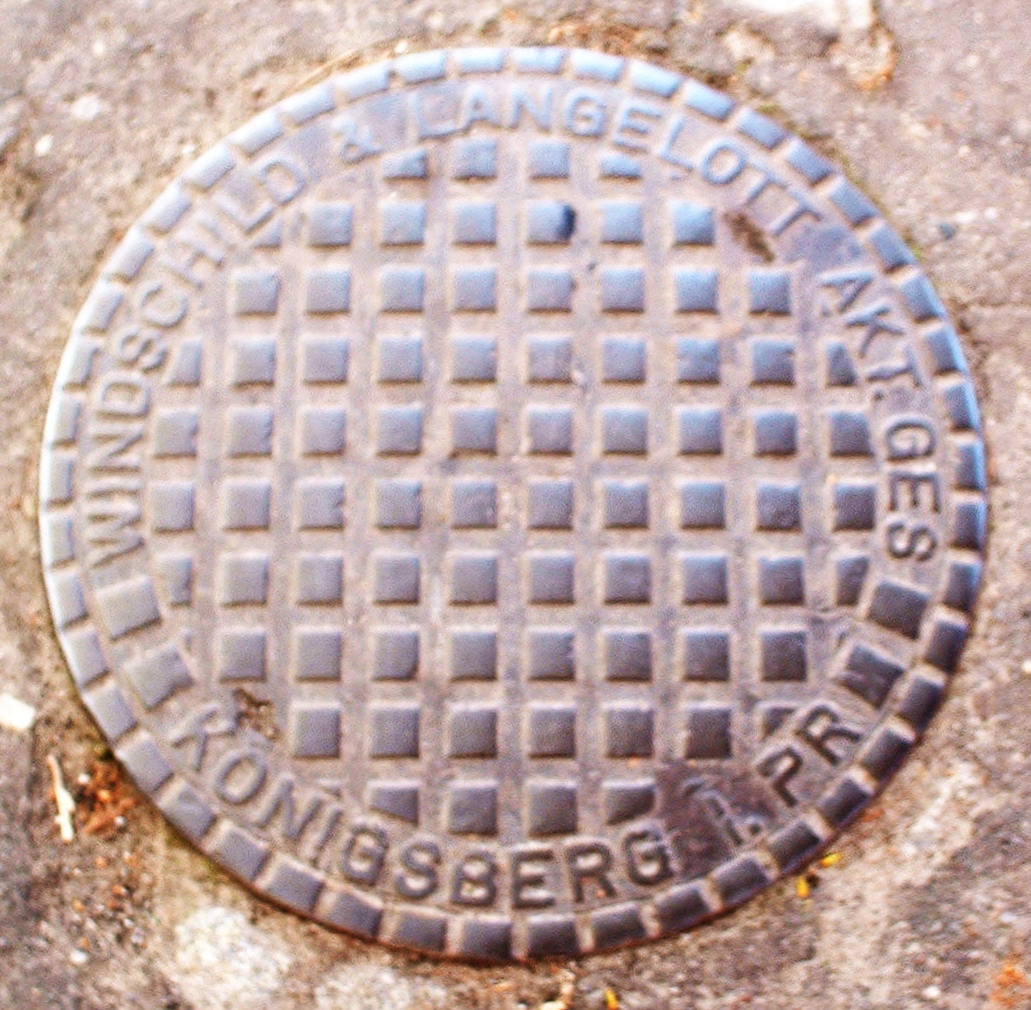
Kanalisation: Schachtdeckel mit Aufschrift „Königsberg i. Pr“ von Windschild & Langelott

Zielgerichtet wurde die Infrastruktur der Stadt verbessert: Die Festungsanlagen wurden geschleift und in einen Grüngürtel mit zahlreichen Parks umgewandelt, der schließlich 602 Hektar umfasste. Die umliegenden Orte wurden eingemeindet und der Seedienst Ostpreußen ins Leben gerufen. 1919 wurde der von Hanns Hopp entworfene Flughafen Devau als erster ziviler Flughafen Deutschlands in Betrieb genommen. Der Zugverkehr wurde verbessert: 1926 wurde die neue Reichsbahnbrücke dem Verkehr übergeben. 1929 wurde der neue Hauptbahnhof am südlichen Stadtrand und 1930 der Nordbahnhof am Hansaplatz eröffnet. Das Hafenbecken wurde erweitert, die Zufahrtsrinne vertieft und das größte Silo des Kontinents erbaut. Eisbrecher sorgten nun dafür, dass auch im Winter der Hafen immer erreichbar war. Die Warenwirtschaft wurde gezielt gefördert. Im Jahr 1920 eröffnete Reichspräsident Friedrich Ebert die erste Deutsche Ostmesse, die bis 1941 regelmäßig abgehalten wurde. Auf dem Messegelände wurde das Haus der Technik errichtet. 1930 wurde für die nach Königsberg einströmenden Geschäftsleute neben vielen anderen Investitionen im Beherbergungs- und Gastronomiesektor das Parkhotel von Hanns Hopp am Königsberger Schlossteich gebaut. Im Rahmen der Ostmesse wurde die Ostmarken Rundfunk AG gegründet, deren Aktienmehrheit schließlich von der Stadt übernommen wurde. 1932 wurde sie in dem von Hanns Hopp gebauten „Neuen Funkhaus“ am Hansaplatz untergebracht. Königsberg erreichte durch gezielte staatliche und städtische Förderung eine Dynamik, die unter den Städten des Deutschen Reiches einmalig blieb.

#### Hilfe aus dem Reich
Königsberg widerfuhr in der Weimarer Republik besondere Anteilnahme und Förderung durch das Reich. Prominentenbesuche, Sportveranstaltungen, Flugtage, Marinebesuche, Musikfeste, Tagungen und Kongresse lösten einander ab.
- 1924: Königsberger Kant-Feier. Zehnjahrfeier der Schlacht bei Tannenberg (1914) mit Paul von Hindenburg und August von Mackensen
- 1926: Deutscher Genossenschaftstag
- 1927: Unter den 48 Tagungen des Jahres waren der zweite Evangelische Kirchentag, der Reichsparteitag der Deutschnationalen Volkspartei, der 31. Deutsche Handwerkertag und der 31. Deutsche Krankenhaustag
- 1928: Besuch der Ozeanflieger Hünefeld und Köhl; Kongress für Innere Mission; Tagung der Deutschen Gesellschaft für Vorgeschichte (Vorsitz Gustaf Kossinna)
- 1929: Deutscher Stahlhelmtag mit vielen tausend Frontkämpfern; Demonstration von 24.000 Bauern gegen die wirtschaftlichen Verhältnisse. Es tagten der Reichsverband der Deutschen Presse, der Verein Deutscher Ingenieure, der Deutsche Forstverein, der Bund Deutscher Frauenvereine und die deutschen Bibliothekare (400 Jahre Staats- und Universitätsbibliothek Königsberg)
- 1930: Deutsche Vereinigung für Internationales Recht (Festrede von Herbert Kraus)
- September 1930: gemeinsame Tagung der Gesellschaft Deutscher Naturforscher und Ärzte, der Deutschen Mathematiker-Vereinigung sowie der Tagung für Erkenntnislehre der exakten Wissenschaften mit zahlreichen wissenschaftshistorisch bedeutenden Vorträgen u. a. von David Hilbert und Kurt Gödel[27][28][29][30]
- 1931: 100. Todestag des Freiherrn vom Stein
- 1932: Deutscher Studententag; Konferenz der Handelshochschulen; Marine-Bundestag; Deutscher Landgemeindetag; Reichskonferenz des Reichsbundes der Kriegsbeschädigten, Kriegsteilnehmer und Kriegshinterbliebenen; Tagung des Verbands der deutschen Volksgruppen
- 1935: Pfingsttagung des Vereins für das Deutschtum im Ausland (von der NSDAP beeinflusst, noch nicht gleichgeschaltet). Ostropa (Briefmarkenausstellung), die erste internationale Ausstellung in Königsberg
- 1936: 23. Deutsches Bachfest[31]

#### Zeit des Nationalsozialismus

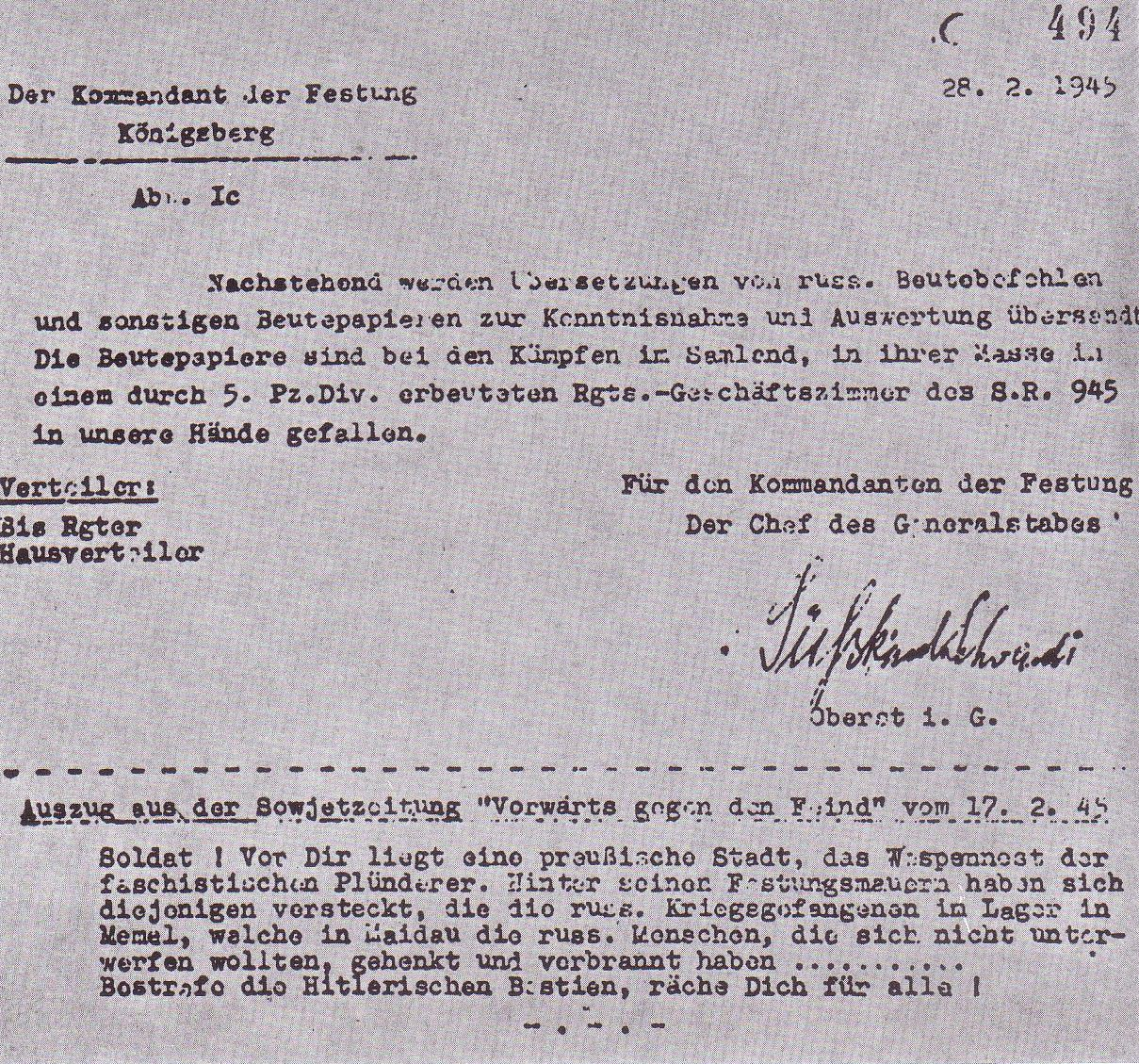
Dokument aus der Festung Königsberg, Februar 1945

In der Zeit des Nationalsozialismus war Königsberg Amtssitz des Gauleiters Erich Koch. Das Fort Quednau wurde zwischen März und Juni 1933 als provisorisches Gefängnis für Gegner der NSDAP genutzt. Fast 400 Funktionäre der SPD und der KPD im Großraum Königsberg wurden inhaftiert. Die Grenadierkasernen an der Cranzer Allee wurden im hinteren Bereich stark erweitert. Im Rahmen der Kriegsvorbereitungen wurde eine umfangreiche Verteidigungsstruktur angelegt, so auch der Lasch-Bunker.
Offene Judenfeindlichkeit, Judenboykott und Terror bedrängten die 3200 Juden Königsbergs. Auf die Alte Synagoge und auf jüdische Geschäfte wurden Brandanschläge verübt. Max Neumann, der Besitzer des „Passage“-Kinos, wurde von SA-Männern so schwer misshandelt, dass er seinen Verletzungen erlag. In der Reichspogromnacht wurden die alte Synagoge und die Neue Synagoge in Brand gesteckt, das Israelitische Waisenhaus zerstört und die Bewohner des jüdischen Altersheims vertrieben. Am 24. Juni 1942 wurden 465 Königsberger Juden nach Maly Trostenez deportiert und drei Tage später ermordet.
Als der Deutsch-Sowjetische Krieg begann, kam es schon am 23. Juni 1941 zu einigen Bombenangriffen auf Königsberg durch die Luftstreitkräfte der Sowjetunion. Mit dem Verlust ihrer Flugplätze durch das schnelle Vorrücken der Wehrmacht kamen diese bald zum Erliegen. In den Jahren danach blieb Königsberg aufgrund seiner Randlage im Nordosten des Deutschen Reichs lange Zeit von unmittelbarer Luftkriegseinwirkung verschont.

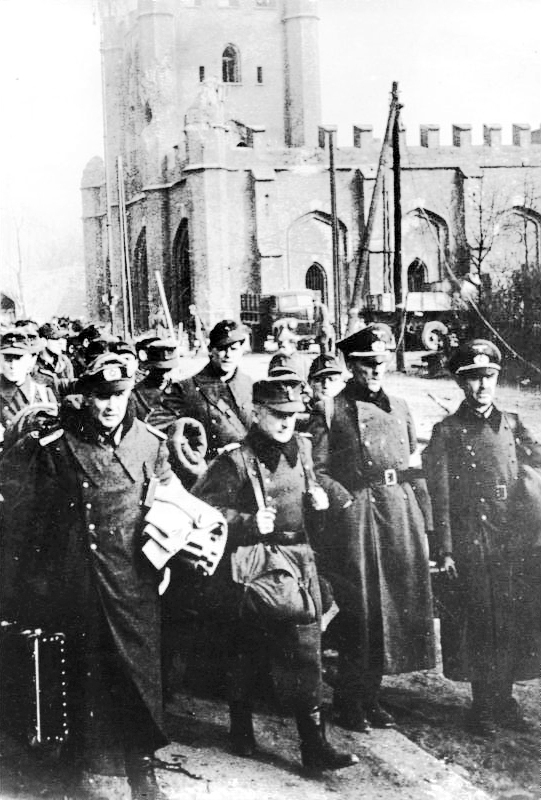
Gefangene Offiziere der Wehrmacht am Königstor, 12. April 1945

In den Nächten vom 26./27. und 29./30. August 1944 flog die Royal Air Force massive Luftangriffe auf Königsberg. Unter Verletzung seiner Neutralität hatte sie Schweden überflogen. Besonders die in der zweiten Nacht abgeworfenen 480 Tonnen phosphorgefüllter Stabbrandbomben und Sprengbomben zerstörten den Königsberger Dom, das Königsberger Schloss, sämtliche Kirchen der Innenstadt, die alte und die neue Universität sowie das alte Speicherviertel. Weite Teile Königsbergs brannten tagelang. Der Stadtkern – Altstadt, Löbenicht und Kneiphof – wurde fast vollständig zerstört. Etwa 200.000 Königsberger wurden obdachlos, und etwa 5000 verloren ihr Leben. Die SS ermordete im Januar/Februar 1945 zwischen 5000 und 7500 größtenteils jüdische Häftlinge (aus Königsberger Lagern und evakuierten Außenlagern des KZ Stutthof) auf einem Todesmarsch von Königsberg nach Palmnicken. Viele Opfer wurden noch Monate später von sowjetischen Truppen geborgen. Oft wird Königsberg als letzter nachweislicher Aufbewahrungsort des seit 1945 verschollenen Bernsteinzimmers erwähnt.
Die Ende Januar 1945 durch die Rote Armee eingeschlossene Stadt wurde zur Festung erklärt, die Flucht untersagt. Unter General Otto Lasch verteidigten Wehrmacht, Waffen-SS und Volkssturm die Stadt bis zur Kapitulation vor der 3. Weißrussischen Front am 9. April 1945. Zu diesem Zeitpunkt befanden sich erste sowjetische Einheiten bereits auf dem Paradeplatz, unter dem sich Laschs Gefechtsstand befand. Der erbitterte viertägige Straßen- und Häuserkampf hatte auf beiden Seiten hohe Verluste gefordert und die Stadt weiter zerstört. Die verbliebene Zivilbevölkerung wurde schwer in Mitleidenschaft gezogen. Die Schlacht um Königsberg war durch zahlreiche Grausamkeiten wie Vergewaltigungen und Kriegsverbrechen durch sowjetische Soldaten gekennzeichnet. Überlebende Waisenkinder retteten sich als Wolfskinder nach Litauen, wurden von russischen Familien adoptiert oder kamen, soweit sie noch auffindbar waren, in russische Kinderhäuser.

### Sowjetunion

#### Königsberg / Kaliningrad in den Nachkriegsjahren
Königsberg wurde von der Sowjetunion als Kriegstrophäe erachtet. Die gesamte Einwohnerschaft musste sich nach der Eroberung auf öffentlichen Plätzen versammeln und einen mehrtägigen Gewaltmarsch durch umliegende Orte antreten, um bei der Rückkehr völlig ausgeraubte Wohnungen vorzufinden. Ab Mai 1945 wurde Brot verteilt, 400 g und wasserhaltig, unregelmäßig und nur an arbeitsfähige Erwachsene. Alte, Kinder und Arbeitsunfähige lebten von Roggenkörnern und Gräsern. Der heiße Sommer brachte eine Fliegen-, Ratten- und Mäuseplage. Die Wasserversorgung war knapp; von den wenigen Brunnen waren die meisten verunreinigt. Die Kanalisation war zerstört. Die Elektrizitätsversorgung kam erst 1946 in Teilbezirken in Gang. Die Rationen für 70 Prozent der Stadtbewohner sanken im Herbst 1945 auf „nominell 200 g Brot am Tag“.
Als die Rote Armee im April 1945 Königsberg eroberte, lebten dort noch 126.000 Zivilisten. Es waren vor allem Frauen, Kinder und alte Menschen. Ende Juni 1945, bei der ersten Volkszählung nach der Eroberung, waren es noch 73.000 Deutsche, bei der nächsten Volkszählung im Mai 1946 noch 45.120. Von der Einnahme der Stadt 1945 bis 1948 starben in Königsberg mehr als 100.000 Deutsche, davon etwa 75 % an Hunger, 15 % durch Gewalt, die übrigen an Krankheiten, vor allem Typhus, und Entkräftung. Ein literarisches Gedächtnis jener Jahre ist das Ostpreußische Tagebuch. Aufzeichnungen eines Arztes aus den Jahren 1945–1947 von Hans Graf von Lehndorff. Sowjetische Dokumente aus jener Zeit in Königsberg wurden 1994 veröffentlicht.

#### Umbenennungen
Nach der Bestätigung ihrer Ansprüche durch die Potsdamer Konferenz verband die UdSSR das nördliche Ostpreußen am 17. Oktober 1945 auch offiziell mit ihrem Staatsgebiet. Am 7. April 1946 gliederte sie es der Russischen Sowjetrepublik an. Königsberg wurde zum Verwaltungssitz der neu gegründeten Kjonigsbergskaja Oblast (dt. „Königsberger Gebiet“). Im Russischen traditionell Кёнигсберг (Kjonigsberg) (jo = ö) genannt, wurde die Stadt am 4. Juli 1946, gut einen Monat nach dem Tod des formellen Staatsoberhauptes der Sowjetunion, Michail Kalinin, zu seinen Ehren per Erlass des Präsidiums des Obersten Sowjets der UdSSR in Kaliningrad umbenannt und die Kjonigsbergskaja Oblast entsprechend in Kaliningradskaja Oblast („Oblast Kaliningrad“). Die Umbenennungskampagne für die übrigen Städte und Ortschaften im Königsberger Gebiet begann dagegen erst im Herbst 1947. Alle Ortschaften erhielten neue Namen, ohne Anklang an die deutschen Ortsnamen. „Es entstand ein heilloses Durcheinander, so dass in den ersten Jahren zur sicheren Identifizierung stets auch die vor 1938 gültigen deutschen Namen beigefügt werden mussten.“ Die Umbenennungen zogen sich bis zum Sommer 1950 hin.

#### Vertreibung der Deutschen
Im nördlichen Ostpreußen insgesamt, dem Kaliningrader Gebiet, mit einer Vorkriegsbevölkerung von rund 1.130.000 Einwohnern waren nach Flucht und den Todesfällen durch Verhungern, Übergriffe, Verschleppungen und Seuchen im Mai 1946 etwa 118.000 Deutsche verblieben.
Die verbliebenen Deutschen wurden von der sowjetischen Besatzungsmacht festgehalten, sie mussten Zwangsarbeit leisten. Im Oktober 1947 wurde das Ausreiseverbot aufgehoben, Josef Stalin befahl ihre Aussiedlung, die in die sowjetische Besatzungszone (die spätere DDR) erfolgte, vor allem im Laufe des Jahres 1948. Bis zum Mai 1951 wurden 102.407 Deutsche aus dem Kaliningrader Gebiet vertrieben.

#### Seit den 1950er Jahren
1951 notierte ein sowjetischer Besucher: „Kilometerweit öffnet sich ein unvergessliches Ruinengemälde. ... Das alte Königsberg ist eine tote Stadt.“ Um die Erinnerung an die deutsche Geschichte Kaliningrads zu tilgen, wurden in der Altstadt die meisten der wenigen historischen Gebäude, die den Krieg überstanden hatten, abgerissen. „Um die Verwüstung herum entstand eine neue sowjetische Stadt, monoton und provinziell, von der Außenwelt abgeschnitten durch ein militärisches Sperrgebiet.“
Zum Teil wurde berichtet, dass während der Verhandlungen zum Zwei-plus-Vier-Vertrag im Sommer 1990 der sowjetische Generalmajor Geli Batenin dem Leiter des politischen Referats der deutschen Botschaft, Joachim von Arnim, angeblich Verhandlungen über Kaliningrad angeboten habe, die Arnim allerdings abgelehnt habe.

### Russland
Erst nach dem Zusammenbruch der Sowjetunion 1990 und der Öffnung der Region (Oblast) Kaliningrad war es der verbliebenen deutschen Minderheit möglich, ihre ethnische Identität zu offenbaren. Ihr Schicksal war Mitte der 1990er Jahre Medienereignis in russischen und deutschen Magazinen. Die Mehrzahl der Deutschen (0,6 % laut letzter Volkszählung) in der Stadt Kaliningrad sind jedoch Zuwanderer aus anderen Regionen der ehemaligen Sowjetunion bzw. deren Nachkommen. Ein Wiederaufbau der Altstadt in originaler oder abgewandelter Form wurde mehrfach diskutiert, jedoch bisher nicht realisiert.
Kaliningrads Einwohner, die 2005 750 Jahre Kaliningrad feierten, haben große Identitätsprobleme und setzen sich immer mehr mit der Königsberger Geschichte vor 1945 auseinander.

## Name der Stadt
Der amtliche Name war bis 1936 Königsberg i. Pr. danach Königsberg (Pr), von 1945 bis 1946 transkribiert aus dem Russischen in Кёнигсберг („Kjonigsberg“). Aufgrund der historischen Einbindung der Region trug und trägt die Stadt noch weitere lokale Namen. Im Niederpreußischen, dem dortigen Dialekt der niederdeutschen Sprache, lautete der Name Königsbarg (/ˈkʰeˑnɪçsba͡ɐç/). Die Namen Karaliaučius im Litauischen, Královec im Tschechischen, Królewiec im Polnischen und Королевец (Korolewez) im Russischen bedeuteten wörtlich „Königsstadt“, wobei sich in Russland seit der Reisen Peters des Großen im 18. Jahrhundert der deutsche Name Königsberg (Кёнигсберг) durchsetzte. Die latinisierte Form des Namens ist eine Übersetzung in die lateinische Sprache: Regiomontium Prussorum. Seit 1946 trägt die Stadt den Namen Kaliningrad, in kyrillischer Form Калининград.
Die traditionelle polnische Bezeichnung Królewiec ist im Namen des in Polen gelegenen Weichselarms Wisła Królewiecka (auch auf Deutsch Königsberger Weichsel) oder in den historischen Bezeichnungen traditioneller Verkehrsmagistralen als (ulica) Królewiecka (deutsch Königsberger Straße) in der heutigen Woiwodschaft Ermland-Masuren lebendig.
Der Name der ursprünglichen prussischen Festung auf dem Gebiet der späteren Königsberger Innenstadt war bis zur Eroberung durch die Deutschen Twangste.

## Wappen

Stadtwappen

Das historische Stadtwappen von Königsberg zeigt die drei Wappen der vormals unabhängigen Städte Kneiphof, Altstadt und Löbenicht unter dem preußischen Adler vereint. Es wurde 1724 von Friedrich Wilhelm I. zur Vereinigung der Städte als Siegel gestiftet und 1906 vom Magistrat zum Stadtwappen erklärt. Der Adler trägt die Initialen FRW (Friedrich Wilhelm Rex) auf der Brust, darüber die Herzogs- und auf dem Haupt die Königskrone Preußens.
In der Mitte steht das Wappen Altstadts: oben in Silber eine rote Krone, unten ein silbernes Kreuz in rotem Feld; links (Wappen liest man aus Sicht des Wappenträgers) das Wappen der ehemaligen Stadt Löbenicht, zwischen zwei Sternen eine Krone; rechts das der ehemaligen Stadt Kneiphof: in Grün eine aus Wellen aufsteigende Hand mit goldener Krone, jederseits begleitet von einem abgewendeten goldenen Hifthorn.

## Verwaltung
Als Provinzialhauptstadt der Provinz Ostpreußen war Königsberg Amtssitz des Oberpräsidenten, des Regierungspräsidenten im Regierungsbezirk Königsberg und des Stadtkreises Königsberg. Die wichtigsten Ämter waren Oberpostdirektion, Postscheckamt, Reichsbahndirektion Königsberg, Eichamt, Landesfinanzamt, Hauptzollamt, Polizeipräsidium, Oberlandesgericht Königsberg (mit Amts- und Landgericht), und Ostpreußische Regierung (Justizbehörde).
Wichtige öffentliche Einrichtungen waren Ostpreußische Generallandschaftsdirektion, Preußisches Staatsarchiv Königsberg, Otto-Braun-Haus, Ostpreußische Landgesellschaft, Stadtarchiv Königsberg, Stadtgeschichtliches Museum und Stadtbibliothek Königsberg.
Bis zum November 1918 oblag die Verwaltung dem Magistrat Königlicher Haupt- und Residenzstadt Königsberg in Preußen, danach Magistrat. Der Oberbürgermeister war Vorsitzender des Magistratskollegiums. Wichtige Beschlüsse wurden in Übereinstimmung von Magistrat und Stadtverordnetenversammlung gefasst. Infolge einer neuen Gemeindeordnung wurde die Verwaltung ab 1934 nicht mehr durch einen Magistrat, sondern vom Oberbürgermeister geführt. Haupt- und ehrenamtliche Beigeordnete entsprachen den bisherigen Magistratsmitgliedern. Anstelle der gewählten Stadtverordneten wurden Ratsherren berufen, die nicht mehr beschlossen, sondern nur angehört wurden. Nach wie vor hatten sie Selbstverwaltungsaufgaben und staatliche Auftragsangelegenheiten wahrzunehmen.
Zu den zahlreichen Dienststellen gehörten das Standesamt, das Schulamt für die Ober-, Mittel-, Volks-, Hilfs-, Berufs- und Fachschulen, das Kulturamt mit den Städtischen Büchereien, das Stadtarchiv, die Städtischen Kunstsammlungen, das Stadtgeschichtliche Museum, die Städtischen Bühnen, die Stadthalle, das Sportamt, das Wohlfahrtsamt, das Gesundheitsamt mit Fürsorgerinnen, die Städtische Krankenanstalt, der Gemeindefriedhof und der Tiergarten (seit 1933 in städtischer Verwaltung), das Gartenamt, der Schlacht- und Viehhof, die Feuerwehr und das Stadtsteueramt.
Im Bau- und Grundstückswesen gab es Ämter für Hochbau, Straßenbau, Wasserbau und Brücken, Baupolizei, Stadtplanung, Vermessungswesen, Grundstücksverkehr und -verwaltung, Wohnungs- und Siedlungswesen. Die zentralen Ämter waren seit 1927 im Stadthaus am Hansaring untergebracht. Im Zweiten Weltkrieg kamen das Ernährungs- und Wirtschaftsamt sowie die Abteilung für Familienunterhalt mit ihren Außenstellen in den Stadtbezirken hinzu.
Die Stadtteile außerhalb der Umwallung entstanden nach 1905. In einigen neu eingemeindeten Stadtteilen (die letzten von 1939) wurden Bezirksverwaltungsstellen eingerichtet.
Bürgermeister
1464–1465 Georg Steinhaupt (Altstadt)
um 1704 Carl Drost vom Fisch (Kneiphof)
 ?–1710 Michael Kongehl (Kneiphof)
≈1710–1724 Christoph Aegidius von Negelein (Königsberg)
1780–1796 Theodor Gottlieb von Hippel der Ältere (Königsberg)
1796–1809 Bernhard Gervais
Oberbürgermeister
Siehe Navigationsleiste

## Festungsgarnison
Bis in das 20. Jahrhundert war Königsberg die größte und am stärksten befestigte Garnison Preußens. 1360 wurde der Deutschordensritter Henning Schindekopf vom Deutschen Orden zum Ordensmarschall mit Amtssitz in Königsberg berufen. Dort koordinierte er die Litauerkriege des Deutschen Ordens gegen das noch heidnische Großfürstentum Litauen (Schlacht bei Rudau 1370). Königsberg wurde nur im Siebenjährigen Krieg und im Zweiten Weltkrieg erobert. Die Oberbürgermeister Siegfried Körte und Hans Lohmeyer ließen die 605 ha großen Wallanlagen in Grünanlagen umwandeln.
Im Deutschen Kaiserreich waren der Oberbefehlshaber der 8. Armee sowie folgende Einheiten in Königsberg stationiert:
Stab der 1. Infanterie-Brigade 
- 1. Ostpreußische Grenadierregiment Nr. 1 „Kronprinz“.

Stab der 2. Infanterie-Brigade 
- Grenadier-Regiment „König Friedrich Wilhelm I.“ (2. Ostpreußisches) Nr. 3
- Infanterie-Regiment „Herzog Karl von Mecklenburg-Strelitz“ (6. Ostpreußisches) Nr. 43 (II. Bataillon) in Pillau

Stab der 1. Kavallerie-Brigade
- Kürassier-Regiment „Graf Wrangel“ (Ostpreußisches) Nr. 3

Stab der 1. Feldartillerie-Brigade
- 1. Ostpreußisches Feldartillerie-Regiment Nr. 16
- 2. Ostpreußisches Feldartillerie-Regiment Nr. 52

- Festungs-Maschinengewehr-Abteilung Nr. 1
- Fußartillerie-Regiment „von Linger“ (Ostpreußisches) Nr. 1
- Kommando der Pioniere I. Armee-Korps
- Pionier-Bataillon „Fürst Radziwill“ (Ostpreußisches) Nr. 1
- Samländisches Pionier-Bataillon Nr. 18
- Festungs-Fernsprech-Kompanie Nr. 5
- Luftschiffer-Bataillon Nr. 5 (vorläufig) in Liegnitz, Allenstein und Posen
- Ostpreußische Train-Abteilung Nr. 1
- Landwehr-Inspektion Insterburg mit 6 Bezirkskommandos

Die Truppenfahnen und Totenschilde der Regimenter hingen am Altar der Schlosskirche.
Auch nach der im Friedensvertrag von Versailles erzwungenen Abrüstung blieb Königsberg eine Festung und die größte Garnison des Reiches. Höhere Stäbe der Reichswehr waren das Wehrkreiskommando I, die 1. Division, der Artillerieführer 1 und die Festungskommandantur. Truppenteile waren zwei Bataillone des Infanterie-Regiments 1, eine Abteilung des Artillerie-Regiments 1, Pionier-Bataillon 1, Nachrichten-Abteilung 1, Kraftfahr-Abteilung 1, Fahrabteilung 1 und Sanitäts-Abteilung 1.
Diese Stärke wurde im Deutschen Reich 1933 bis 1945 ausgebaut. Königsberg war eine der letzten ostpreußischen Städte, die von der Roten Armee erobert wurden (bis 9. April 1945; danach folgten nur noch Fischhausen am 16. und Pillau am 25. April).

## Demographie
Parallel mit der politischen und wirtschaftlichen Entwicklung stieg die Bevölkerungszahl von Königsberg kontinuierlich. Um 1400 lebten ungefähr 10.000 Einwohner in der Stadt. Bei zwei großen Pestepidemien starben 1601/1602 und 1709 bis 1711 jeweils ein Viertel der Bewohner. Im Jahr 1813 zählte Königsberg mit 50.000 Einwohnern zu den größten Städten im deutschen Sprachraum und hatte mehr Einwohner als Frankfurt am Main, Stuttgart oder München. In der Folgezeit blieb das Wachstum der Stadt insbesondere durch die Ost-West-Wanderung in Folge der Industrialisierung jedoch hinter dem Wachstum mittel- und westdeutscher Industriestädte zurück. Im Jahr 1864 überschritt Königsberg die 100.000-Einwohner-Grenze und wurde damit zur Großstadt nach heutiger Definition. Durch zahlreiche Eingemeindungen stieg die Bevölkerungszahl bis 1910 auf 246.000 Einwohner an. Nach dem Ersten Weltkrieg wurde das Wachstum durch die ungünstige Insellage aufgrund des neu geschaffenen polnischen Korridors behindert, doch stieg bis 1933 die Einwohnerzahl durch zahlreiche Eingemeindungen auf 316.000 an. Kurz vor Ausbruch des Zweiten Weltkrieges lebten 372.000 Menschen in Königsberg.
Im Jahr 1722 wurde eine täuferische Mennonitengemeinde gegründet, obschon es bereits im 16. Jahrhundert immer wieder Mennoniten in Königsberg gab. Die Katholisch-apostolischen Gemeinden hatten in Königsberg auch eine größere Gemeinde, wo es 1863 zur Rufung eines neuen Apostels kam und in der Folge zur Entwicklung der heutigen Neuapostolischen Kirche. Die Jüdische Gemeinde Königsberg existierte bis 1948.
Im Jahr 1925 waren von den 279.930 Einwohnern Königsbergs 91,7 % evangelischer, 4,8 % katholischer und 1,5 % jüdischer Konfession. Eine andere oder keine Konfession hatten 2 % der Bevölkerung.
| Jahr | Einwohnerzahl | Anmerkungen |
| ---- | ------------- | --- |
| 1768 | 47.939        | im Dezember, ohne aktive Militärpersonen, jedoch mit deren Familienangehörigen |
| 1780 | 53.681        | in 4308 Häusern, mit der Garnison 60.000 Einwohner |
| 1781 | 54.368        | darunter 719 Hospitaliken |
| 1798 | 51.720        | ohne aktive Militärpersonen, jedoch mit deren Familienangehörigen |
| 1801 | 54.673        | ohne aktive Militärpersonen, jedoch mit deren Familienangehörigen |
| 1804 | 50.422        | am Jahresende, ohne Militärpersonen und deren Familienangehörigen |
| 1805 | 49.866        | ohne Militärpersonen und deren Angehörigen |
| 1816 | 61.084        | [ 55 ] |
| 1828 | 67.941        | am Jahresende, mit Einschluss des Militärs |
| 1846 | 70.378        | ohne das Militär, davon 66.361 Evangelische, 2103 Katholiken, 133 Mennoniten, 1781 Juden |
| 1858 | 81.794        | ohne das Militär, davon 77.385 Evangelische, 1603 Katholiken, 80 Mennoniten, 2401 Juden |
| 1867 | 106.236       | davon 98.844 Evangelische, 3502 Katholiken, 401 Deutsch-Katholiken, 3178 Juden; nach anderen Angaben am 3. Dezember 106.296 Einwohner |
| 1871 | 112.092       | am 1. Dezember, davon 103.934 Evangelische, 3765 Katholiken, 557 sonstige Christen und 3836 Juden; |
| 1875 | 122.636       | [ 59 ] |
| 1880 | 140.909       | [ 59 ] |
| 1885 | 151.151       | [ 59 ] |
| 1890 | 161.666       | davon 149.641 Evangelische, 6978 Katholiken, 4008 Juden |
| 1900 | 189.483       | mit der Garnison (ein Grenadierregiment Nr. 1, ein Grenadierbataillon Nr. 3, zwei Bataillone Infanterie Nr. 43, ein Kürassierregiment Nr. 3, zwei Regimenter Feldartillerie Nr. 16 und 52, ein Fußartillerieregimnet Nr. 1, zwei Pionierbataillone Nr. 1 und 18, ein Trainbataillon Nr. 1), davon 8465 Katholiken und 3975 Juden; nach anderen Angaben davon 174.874 Evangelische, 8448 Katholiken |
| 1910 | 245.994       | davon 225.478 Evangelische, 11.794 Katholiken, 4565 Juden; 9571 Militärpersonen |
| 1925 | 279.926       | davon 256.739 Evangelische, 13.300 Katholiken, 723 sonstige Christen, 4049 Juden |
| 1933 | 315.794       | davon 288.413 Evangelische, 16.280 Katholiken, 68 sonstige Christen, 3170 Juden |
| 1939 | 360.577       | davon 318.125 Evangelische, 21.419 Katholiken, 3456 sonstige Christen, 1566 Juden |

## Medien

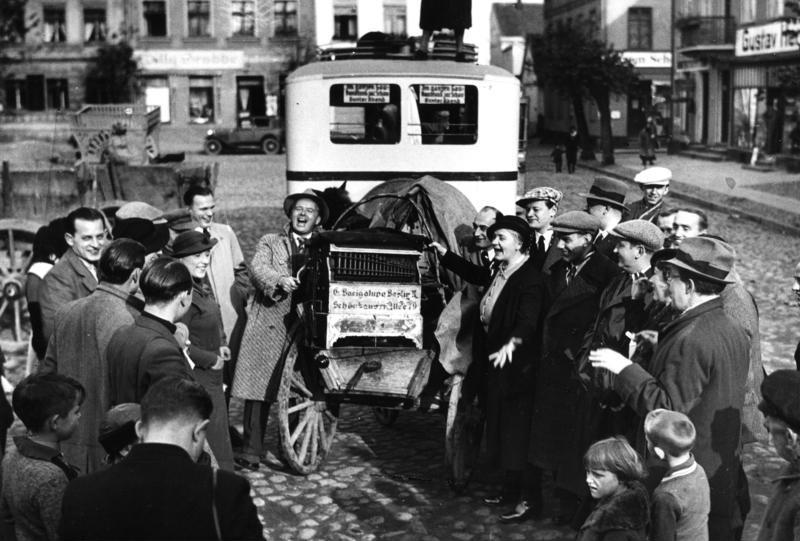
Rundreise des Reichssenders Königsberg (1934)

Königsberger Zeitungen waren die Königsberger Allgemeine Zeitung, die Hartungsche Zeitung (1640), die Ostpreußische Zeitung (1848), das Königsberger Tageblatt (1897), die Königsberger Volkszeitung (1901), die Königsbergische Avisen, der Königsberger Express und das Echo des Ostens.
Ha-Meassef, die erste säkulare Zeitschrift in hebräischer Sprache, erschien von 1783 bis 1785 in Königsberg.
Am 2. Januar 1924 wurde in einer kleinen Baracke auf dem Messegelände die Ostmarken Rundfunk AG (ORAG) gegründet. Die Stadt Königsberg als Miteigentümer war die einzige deutsche Stadt, die einen eigenen Rundfunksender betrieb. 1933 ging die ORAG im Reichssender Königsberg auf. Die letzte Sendung wurde am 7. April 1945 ausgestrahlt.

## Kultur

### Museen

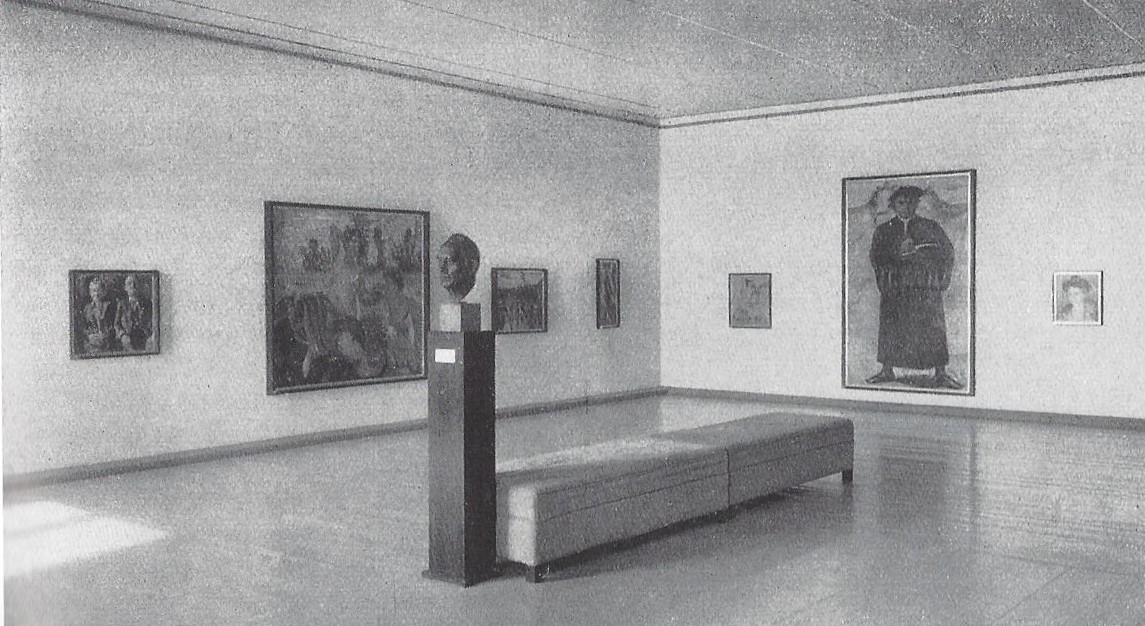
Corinth-Saal (1937)

Das bedeutendste Museum in Königsberg war das Ostpreußische Provinzialmuseum im Königsberger Schloss. Dort wurde im Prussia-Museum die berühmte Prussia-Sammlung gezeigt: eine reiche Sammlung zur Landes- und Volkskunde sowie zur Geschichte und Vorgeschichte des Landes. Der Moskowitersaal diente der Darstellung von Kriegs- und Militärgeschichte. In den Königsberger Kunstsammlungen, untergebracht bis 1945 im Königsberger Schloss, wurden unter anderem Werke von Lucas van Leyden, Michael Willmann mit Heilige Barbara, Anton Möller, dem preußischen ›Pieter Brueghel‹, mit drei Werken (Jugendliche Frau, Kniebild von 1608, Patriziertanz in Danzig und Bildnis einer jungen Frau) ausgestellt. Dem Maler Lovis Corinth widmete man eine eigene Abteilung (Lovis-Corinth-Saal) mit sechzehn Gemälden. Im Bernsteinmuseum wurden Pokale, Schatullen und Kunstwerke aus Bernstein ausgestellt.

### Oper und Schauspiel
Das erste Stadttheater Königsbergs wurde später in ein Opernhaus umgewandelt. Das Opernhaus verhalf der Oper Carmen mit ihrer deutschen Erstaufführung am 26. Oktober 1876 zum Durchbruch, im Gegensatz zur Uraufführung in Paris, wo sie durchgefallen war. Das Opernhaus war unter der Leitung von Hans Schüler in den Jahren von 1928 bis 1932 die avantgardistische Oper Deutschlands: Igor Fjodorowitsch Strawinski, Paul Hindemith und Ferruccio Busoni standen auf dem Programm. Dort wirkten die Opernkomponisten Otto Nicolai und Hermann Goetz und Komponisten wie Herbert Brust, Erich Börschel, Fritz Ihlau und Dirigenten wie Wilhelm Furtwängler, Hans Knappertsbusch, Karl Böhm und Hermann Abendroth. Die Stadt verfügte über zwei gute Klangkörper, das Städtische Orchester Königsberg und das Große Orchester des Reichssenders Königsberg, das von Hermann Scherchen aufgebaut wurde.
Mit dem Bau des Neuen Schauspielhauses wurde dieser Sparte eine eigene Spielstätte eingeräumt. Im Neuen Schauspielhaus sah man unter Leitung des Intendanten Leopold Jessner Künstler wie Agnes Straub, Emil Jannings und Paul Wegener. Es entwickelte sich zu einem der modernsten Theater Deutschlands. Der letzte Intendant war Herbert Wahlen. Das erste private Theater Deutschlands wurde in Königsberg bereits 1753 von Konrad Ernst Ackermann gegründet.

### Bildende Künstler und Literaten in Königsberg
Das Wirken vieler bildender Künstler ist mit Königsberg verbunden, wie etwa Lovis Corinth, Käthe Kollwitz, Hermann Brachert, Fritz Burmann, aber auch das vieler Literaten wie Simon Dach, Johann Gottfried Herder, E. T. A. Hoffmann, Heinrich von Kleist, Ernst Wiechert, Agnes Miegel und Johannes Bobrowski. Die Stadt besaß sowohl eine Provinzial-Kunst- und Gewerkschule (Kunstgewerbeschule) als auch eine Kunstakademie. Während der Zeit des Nationalsozialismus lebten viele Künstler in Königsberg, um im deutschsprachigen Memelgebiet unabhängig von staatlicher Zensur und Kontrolle zu schaffen. Dies war ein Entstehungsfaktor der Künstlerkolonie Nidden.

### Bauwerke

#### Denkmäler

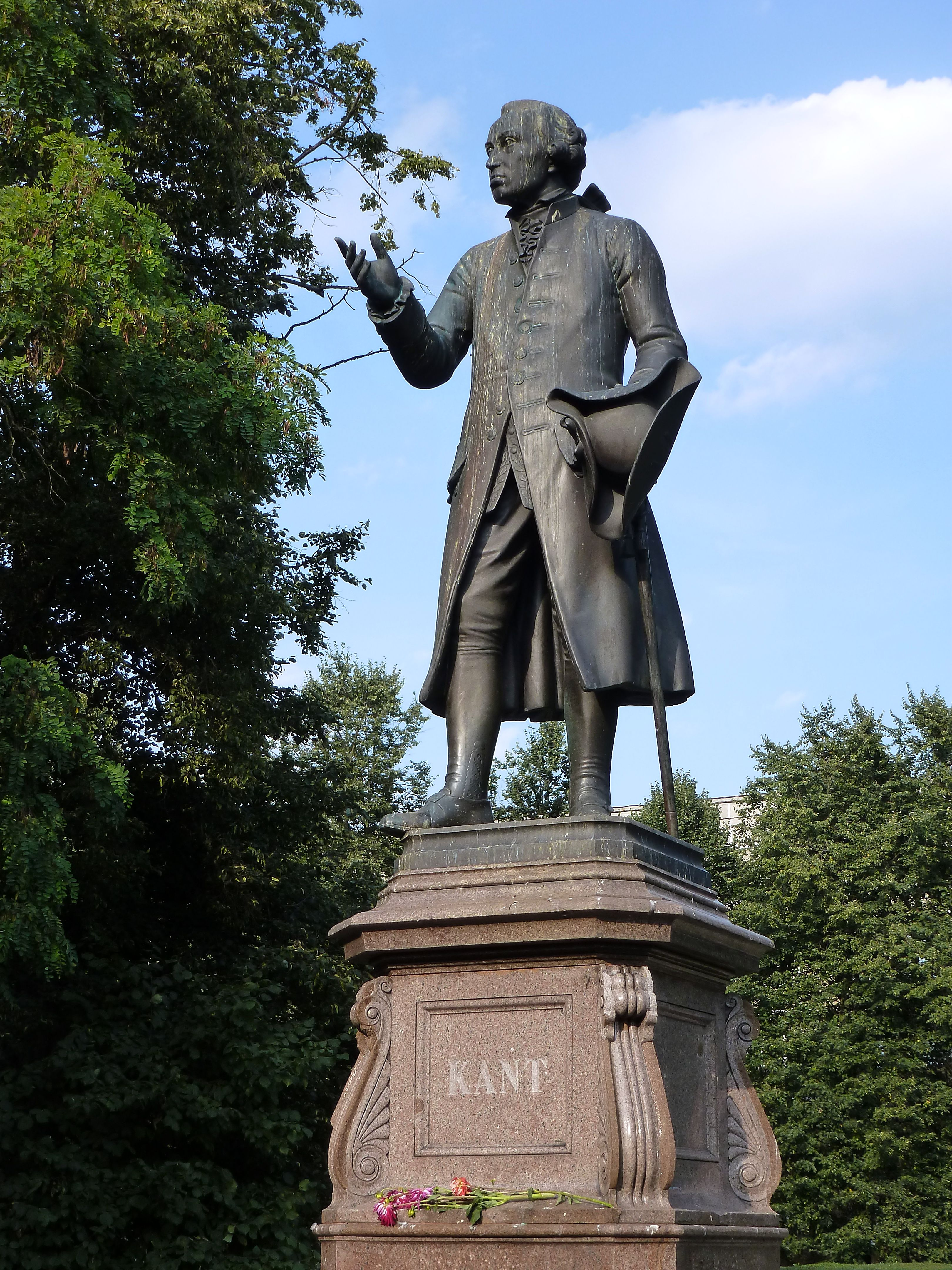
Kant-Denkmal

Königsberg ließ dem großen Philosophen Immanuel Kant für 7.300 Taler das berühmte Kant-Denkmal errichten, das der Berliner Bildhauer Christian Daniel Rauch schuf. Das Standbild ging in den Nachkriegswirren verloren. Den verwaisten Sockel besetzte die Sowjetunion vorübergehend mit einer Büste des Kommunistenführers Ernst Thälmann. Anfang der 1990er Jahre regte Marion Gräfin Dönhoff die Aufstellung eines Neugusses der Immanuel-Kant-Statue an. Sie wurde nach Vorlagen aus der Berliner Gipsformerei von Hermann Noack geschaffen und nach Restaurierung des alten Sockels am 27. Juni 1992 rechts vor der Universität in Kaliningrad aufgestellt. Ursprünglich stand das Denkmal links vor der Universität an der Stelle des Lasch-Bunkers. Berühmt war das als Replik wiedererstandene Herzog-Albrecht-Denkmal.

#### Gotteshäuser

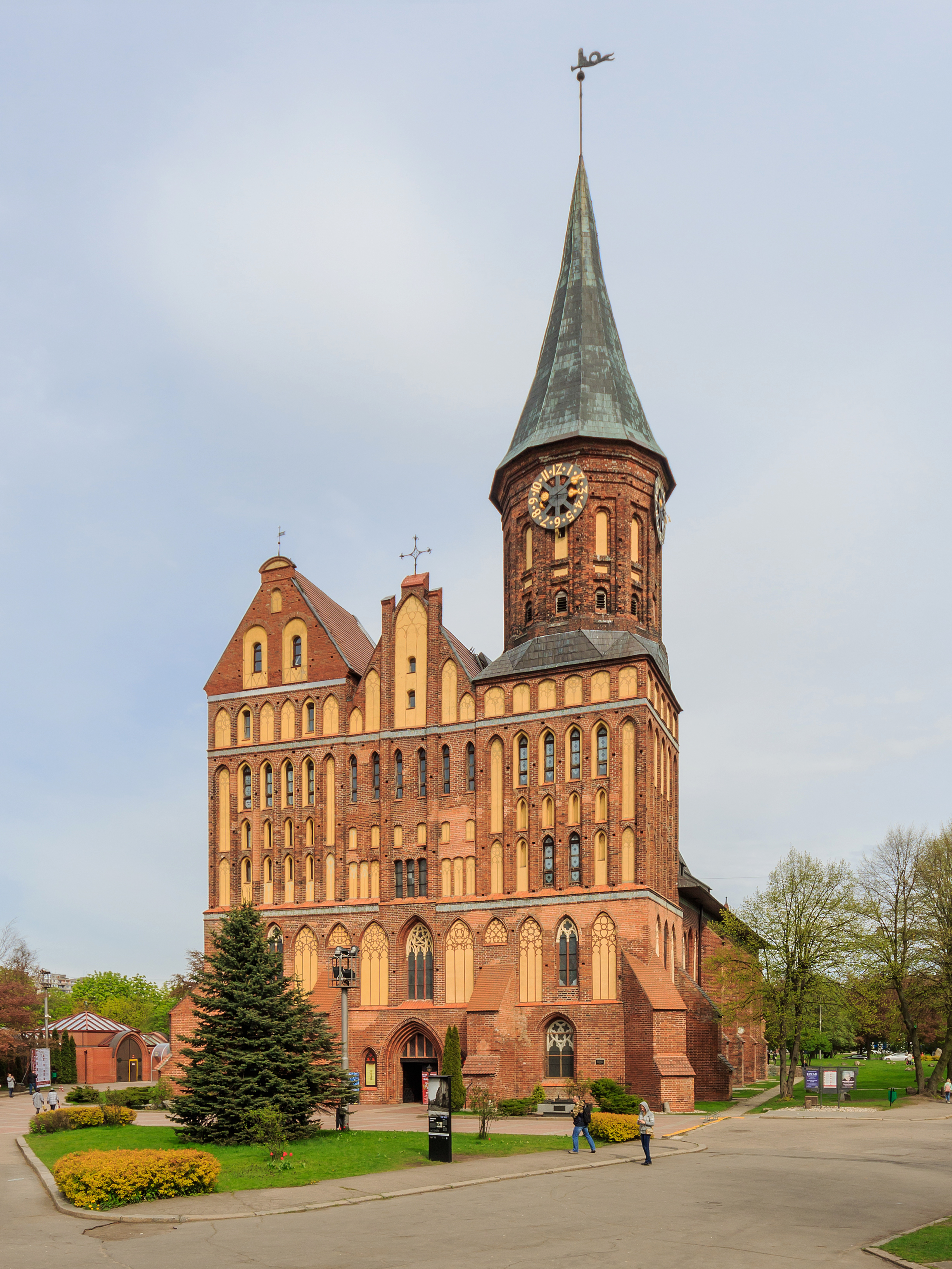
Königsberger Dom

Der Königsberger Dom war und ist wieder ein bedeutendes historisches Bauwerk der Stadt. Er wurde von 1992 bis 1998 wiederaufgebaut.
Die Steindammer Kirche, die Polnische Kirche, ging auf die älteste Gemeinde Königsbergs zurück. An die frühere Nikolaus-Kapelle von 1236 am selben Ort erinnerte nur noch ein Gedenkstein. Zu Beginn des 14. Jahrhunderts wurde darüber eine einschiffige, verputzte Backsteinkirche mit geschlossenem Chorraum errichtet. Sehenswert war zuletzt der dreiflüglige Altar mit den Gemälden des Königsbergers Malers Anton Möller. Im 17./18. Jahrhundert diente sie den geflüchteten evangelischen Litauern und Polen als Pfarrkirche.
Im Jahre 1523 wurde die erste evangelische Predigt in der Altstädtischen Kirche St. Nikolaus gehalten. Die (nach der Reformation erste) katholische Propsteikirche entstand 1616. Die Königsberger Mennonitenkirche (Bethaus) wurde 1770 eingeweiht. Die Alte Synagoge wurde als erste Synagoge im Dezember 1756 eingerichtet. Die Liberale Synagoge Königsberg wurde 1896 eingeweiht. Die Juden spielten durch ihre Handelsbeziehungen zu den Juden in Russland eine bedeutende Rolle für das soziale Wohlergehen und das wirtschaftliche Erstarken der Stadt im 19. und 20. Jahrhundert.

#### Pfarrer
Nach der Einnahme durch die Rote Armee hatte Königsberg noch 15 Pfarrer. Der Pfarrer der Lutherkirche war bereits im April 1945 erschossen worden. Im Laufe des Jahres 1945 verhungerten sechs Pfarrer, darunter Pfarrer Reiß, der noch die Pfingstliturgie im Lager Rothenstein gehalten hatte. Die beiden Pfarrer Leopold Beckmann von der Ponarther Kirche und Ernst Müller von der Haberberger Trinitatis-Kirche wurden auf dem nächtlichen Heimweg von einem Gemeindeabend am 12. Februar 1946 ermordet. Pfarrer Paul Knapp von der Tragheimer Kirche verhungerte im April 1946. Nur sechs Pfarrer wurden von Ende Oktober 1947 bis Herbst 1948 in die Sowjetische Besatzungszone abgeschoben, darunter Hugo Linck und seine Frau am 19. März 1948.

#### Friedhöfe
Im Mittelalter wurden Adelige und bedeutende Beamte in den Kirchen bestattet, Bürger außen an der Kirche und schließlich auf dem Platz um die Kirchen. 1780 wurden Beisetzungen in den Kirchen verboten. Ein Hundefriedhof mit kleinen Grabhügeln, oft mit Namensschildern, lag westlich der Bahn Holländer Baum–Nordbahnhof und war von der Erlichshausenstraße zu erreichen.
- Alter Altstädtischer Friedhof
- Alter Haberberger Friedhof
- Alter Katholischer Friedhof
- Alter Kneiphöfscher Friedhof

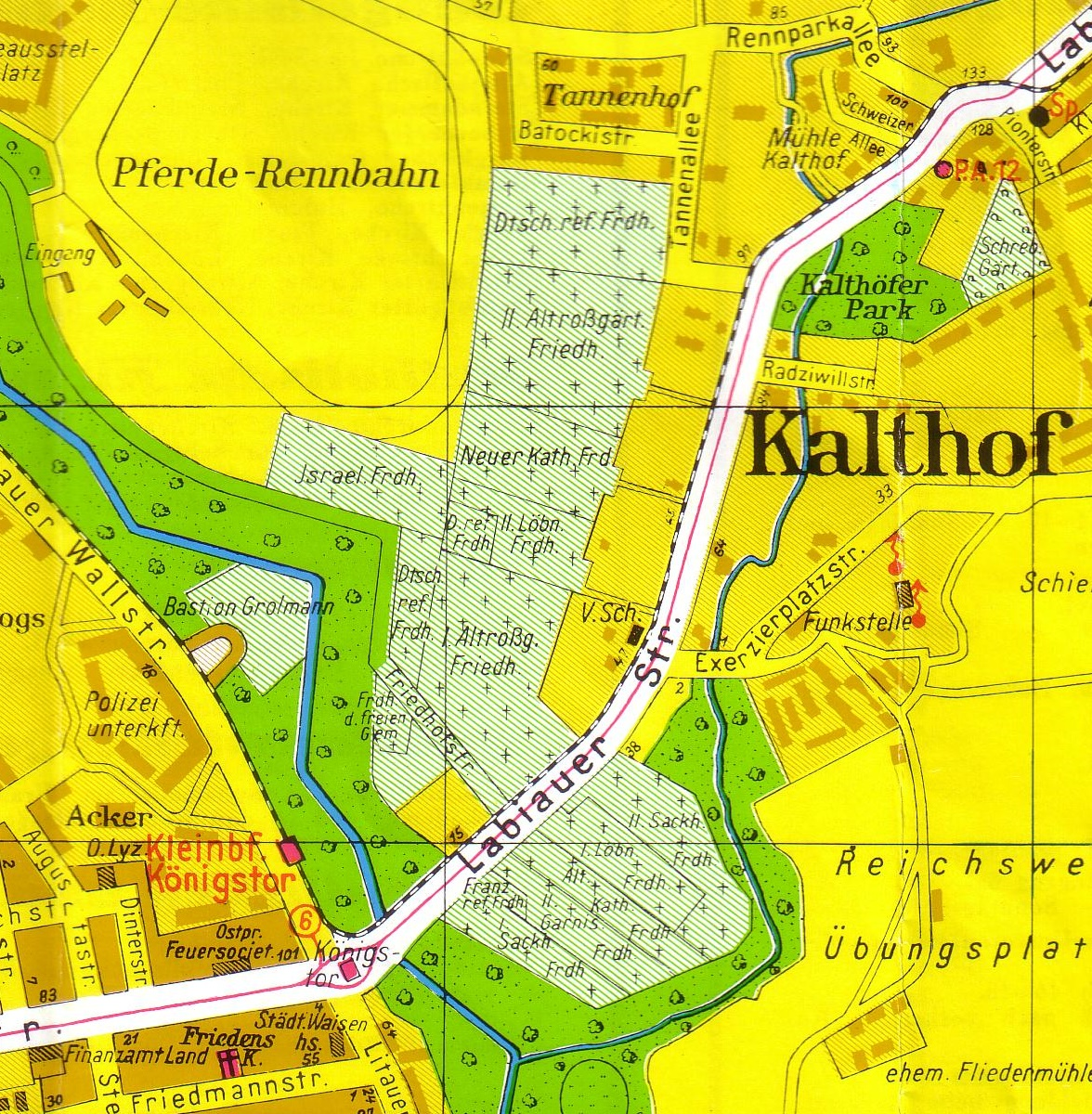
Friedhöfe im Nordosten

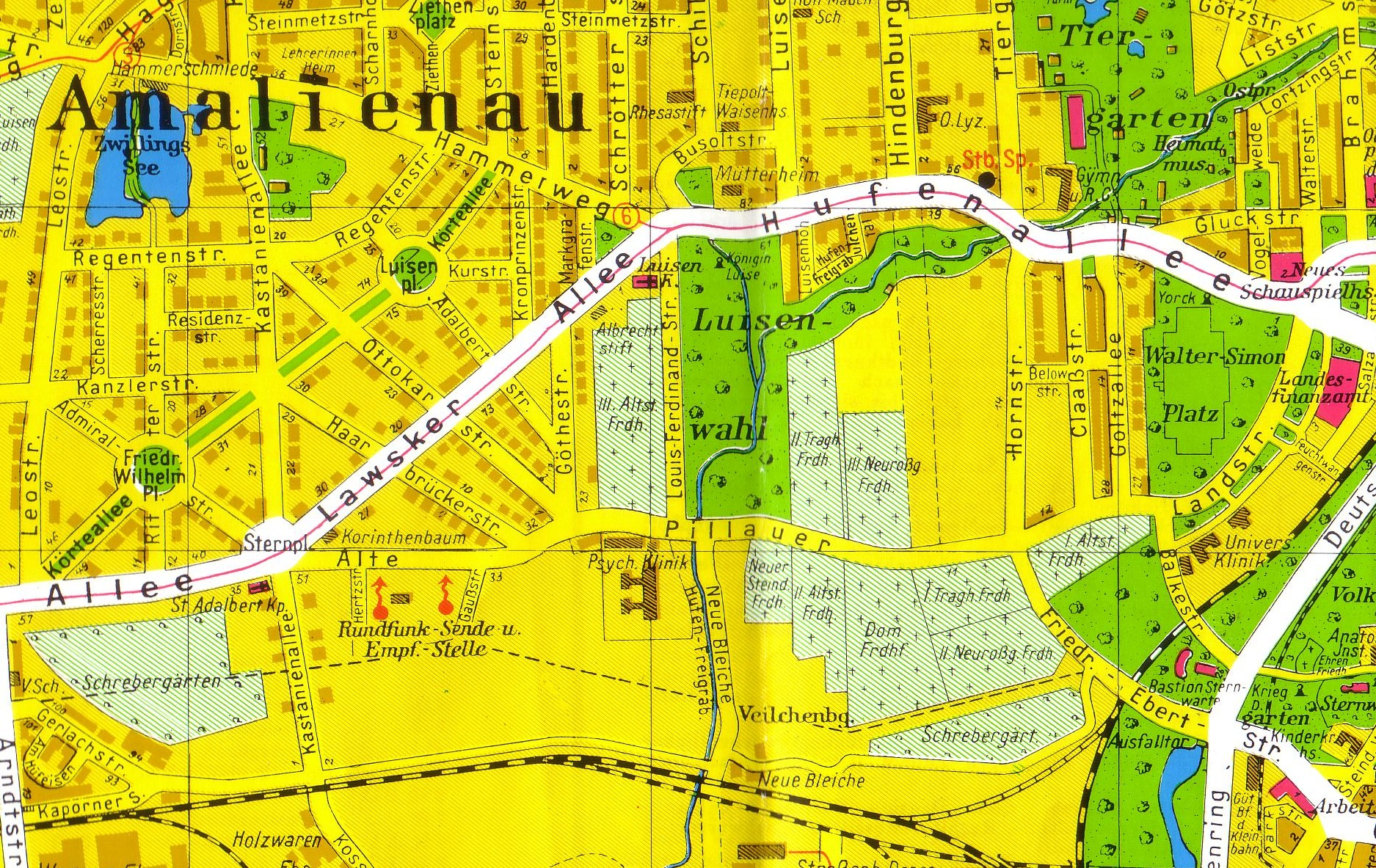
Friedhöfe im Westen

- Alter Militär-Friedhof (vor dem Königstor)
- Neuer Militär-Friedhof (vor dem Sackheimer Tor)
- Altroßgärter Friedhof (I, II)
- Altstädtischer Friedhof (I–III)
- Deutscher reformierter Friedhof, 1629 auf Veranlassung von Herzog Georg Wilhelm angelegt[7]
- Dom-Friedhof
- Französischer reformierter Friedhof
- Friedhof der freien Gemeinde
- Friedhof der Tragheimer Gemeinde
- Garnison-Friedhof (I, II)
- Gemeinde-Friedhof (am Krematorium)
- Israelitischer Friedhof in Amalienau, westlich der Fürstenschlucht[67]
- Katholischer Friedhof (Amalienau)
- Kommunalfriedhof mit Krematorium in Rothenstein, 1913[7]
- Löbenichtscher Friedhof (I, II)
- Löbenichtscher ref. Friedhof
- Luisen-Friedhof (I, II)
- Neuer Friedhof der Haberberger evangelischen Gemeinde
- Neuer Friedhof der Haberberger katholischen Gemeinde
- Neuer Israelitischer Begräbnisplatz
- Neuer Katholischer Friedhof
- Neuroßgärter Friedhof (I–III; 1817); der alte Teil war der Gelehrtenfriedhof
- Sackheimer Friedhof (I, II)
- Neuer Steindammer Friedhof
- Tragheimer Friedhof (I, II)

### Sport

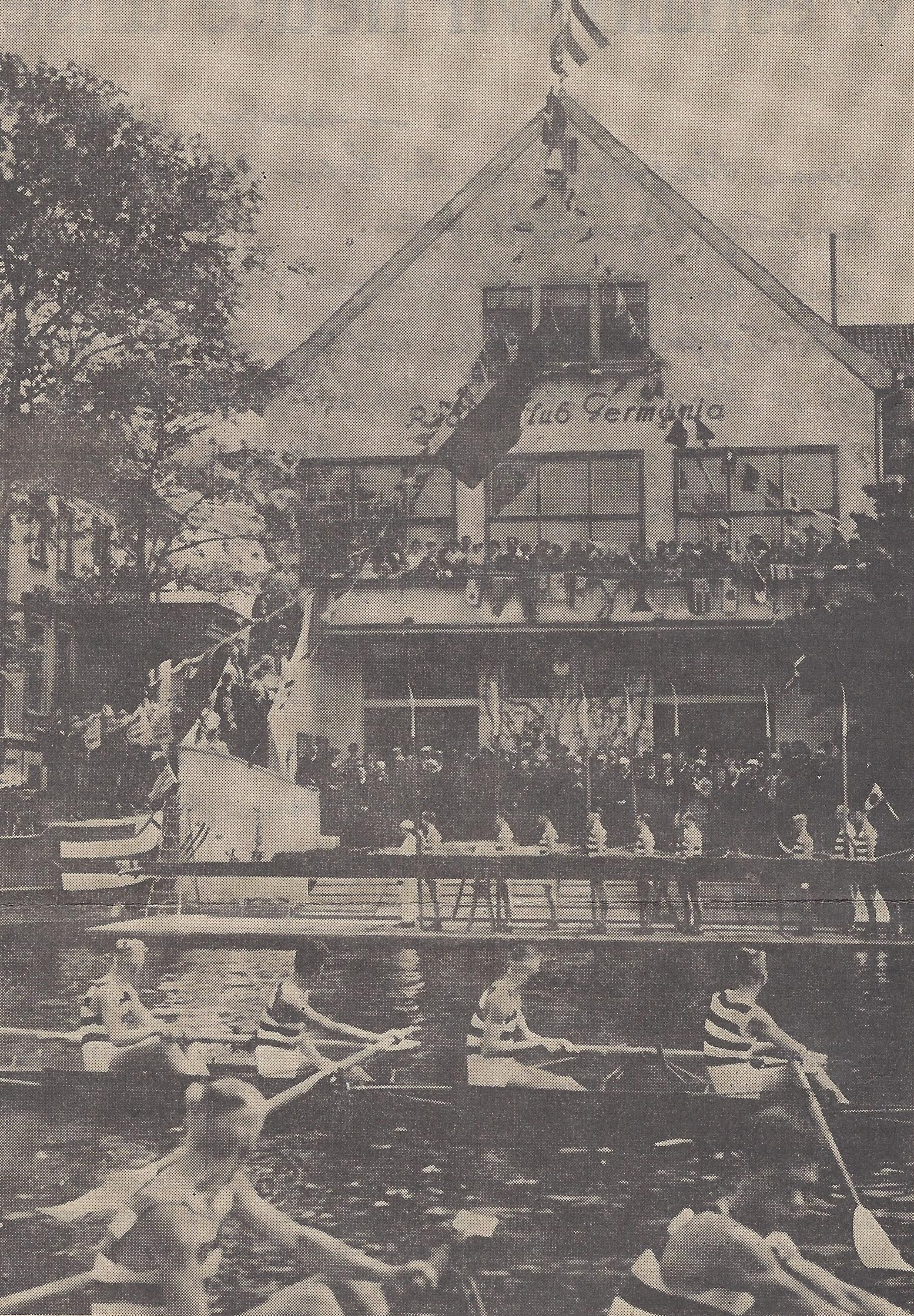
Ruderclub Germania am Weidendamm, links das zweite Corpshaus von Masovia (1933)

Im 19. und 20. Jahrhundert entstanden in Königsberg Vereine für unterschiedliche Sportarten, wobei Mannschaftssportarten wie Fußball oder Hockey, aufgrund der örtlichen Gegebenheiten auch Rudern, Segeln und Reitsport eine besondere Rolle spielten.
Fußball
SpVgg ASCO Königsberg
Concordia Königsberg
SV Prussia-Samland Königsberg
VfB Königsberg
Verband Königsberger Ballspiel-Vereine
Rudern
Königsberger Ruder-Club
Segeln
Segelclub Rhe, der älteste Segelclub Deutschlands lebt in Hamburg weiter
Turnen
Königsberger Männer-Turnverein (1842), einer der ältesten Turnvereine in Deutschland

### Speis und Trank
- Ochsenblut (Getränk)
- Königsberger Klopse
- Königsberger Marzipan
- Königsberger Fleck
- Bärenfang
- Kopskiekelwein
- Krähenbeißer
- Heilsberger Keilchen

## Infrastruktur

### Straßen
Als erster moderner Verkehrsweg entstand 1828 die Chaussee nach Berlin (die spätere Reichsstraße 1). In den folgenden Jahrzehnten wurde das Straßennetz in Richtung Tilsit (1832), Gumbinnen (1835) und Labiau (1853) verlängert. Am 3. Dezember 1938 konnte schließlich der Abschnitt Elbing – Königsberg der Reichsautobahn Berlin–Königsberg dem Verkehr übergeben werden, allerdings in beiden Richtungen zunächst nur einspurig. Zahlreiche Straßennamen der Innenstadt verweisen auf die Entstehungsgeschichte der Stadt sowohl im Zusammenhang mit der Ansiedlung von Handwerkern als auch aus der Geschichte der Hanse.

### Eisenbahn

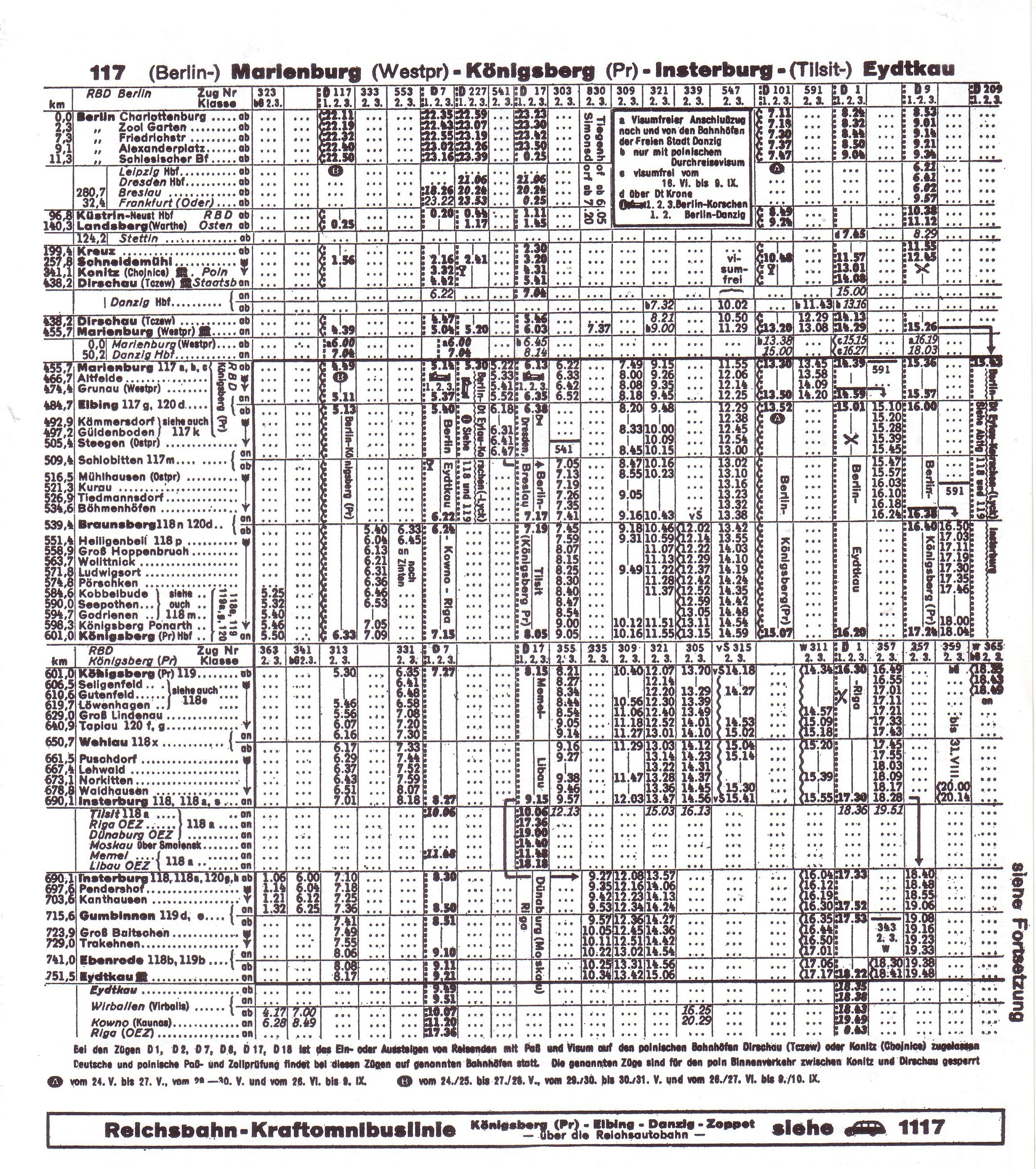
Deutsche Reichsbahn: Fahrplan Berlin–Königsberg (1938/39)

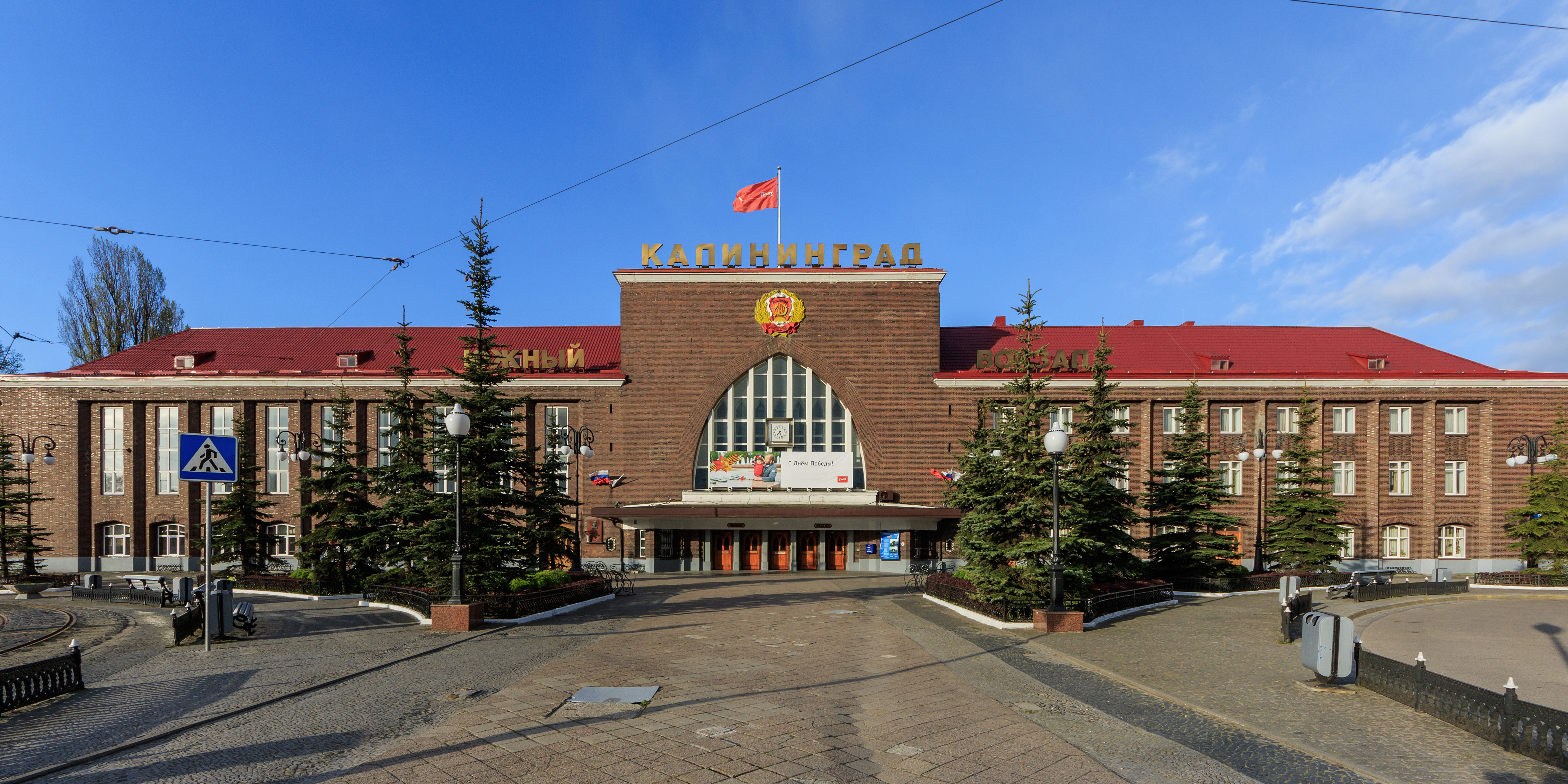
Hauptbahnhof

Die erste Eisenbahn in Ostpreußen verkehrte am 2. August 1853 von Königsberg nach Braunsberg. 1857 war die Preußische Ostbahn bis Berlin durchgehend befahrbar. Am 1. Oktober 1867 wurde die durchgehende Bahnstrecke nach Sankt Petersburg eröffnet. 1868 konnte die von privaten Investoren erbaute Ostpreußische Südbahn nach Lyck und Prostken fertig gestellt werden, die auf russischer Seite weiter bis Odessa führte. Diese Bahngesellschaft wurde 1903 verstaatlicht.
Königsberg war in der Zeit des deutschen Kaiserreiches an die internationale D-Zuglinie von Berlin über Königsberg und Wilna nach Sankt Petersburg angebunden, die im deutschen Teil auf der Preußischen Ostbahn verlief. Die Fahrzeit von Berlin nach Königsberg mit D-Zügen betrug 1914 nur rund 8 Stunden.
Königsberg war Sitz einer Eisenbahndirektion der Preußischen Staatseisenbahnen, die nach der Gründung der Deutschen Reichsbahn in „Reichsbahndirektion Königsberg“ umfirmierte. Weiterhin war die Stadt Sitz der Ostdeutschen Eisenbahn-Gesellschaft.
Am 19. September 1929 ging der neue Königsberger Hauptbahnhof und ein Jahr später der neue Nordbahnhof am Hansaplatz in Betrieb. Als größter Bahnhof einer nicht staatlichen Eisenbahn in Deutschland diente er der Samlandbahn. Der neue Königsberger Hauptbahnhof verfügte über die modernsten Zugsicherungsanlagen seiner Zeit. Die als „Kp“ und „Kpo“ bezeichneten Brücken- bzw. Reiterstellwerke der westlichen und östlichen Bahnhofsausfahrten waren markante Großbauten und wurden zu Wahrzeichen, von denen das größere westliche fast unverändert erhalten ist. Zudem betrieb die Deutsche Reichsbahn in Königsberg das größte Bahnbetriebswerk Deutschlands (1.360 Beschäftigte).
Der letzte Zug vor der Einschließung der Stadt verließ am 22. Januar 1945 den Königsberger Hauptbahnhof in Richtung Berlin.

### Öffentlicher Personennahverkehr
Am 26. Mai 1881 fuhr in Königsberg die erste normalspurige Pferdestraßenbahn. Die Elektrifizierung und Umspurung auf Meterspur erfolgte ab 1895. Am 15. Oktober 1943 folgte die erste Obus-Linie.

### Schifffahrt

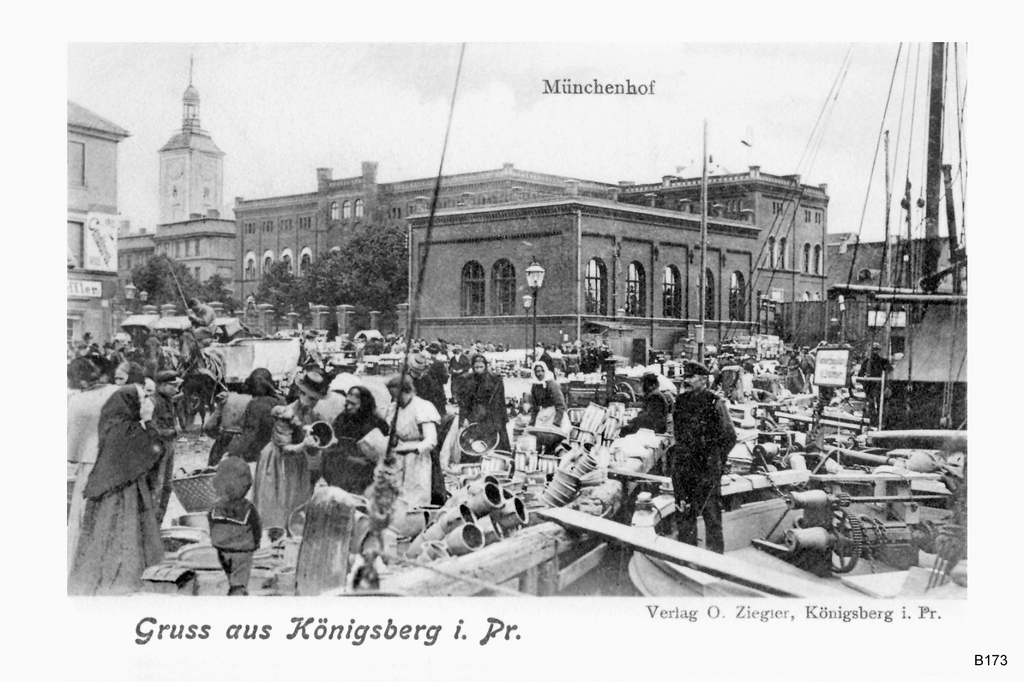
Fischmarkt

Dem Seehandel Königsbergs dienten die Lastadie am Hundegatt und der Seehafen Pillau. Noch immer findet sich in anderen Hansestädten zahlreiche Hinweise auf die alte Verbindung, beispielsweise im Hamburger Rathaus. Mitten in der Stadt, am altstädtischen Pregelufer, lag der Fischmarkt, den Segelkähne mit Fang aus dem Frischen Haff belieferten.
Der Verein für die Rettung Schiffbrüchiger wurde 1866 von Karl Heinrich Burow und Robert Kleyenstüber gegründet. Das in Pillau stationierte Motorrettungsschiff wurde „Konsul Kleyenstüber“ benannt.
Die Abtrennung Ostpreußens vom deutschen Reichsgebiet nach dem Friedensvertrag von Versailles machte den Ausbau des Königsberger Hafens zum Hochseehafen erforderlich. In Contienen wurden drei Hafenbecken geschaffen, ein Handels-, ein Industrie- und ein Holzhafen. Für die „Insel Ostpreußen“ waren der See- und Luftverkehr zum übrigen Reichsgebiet von 1920 bis 1939 ein wichtiger Faktor des wirtschaftlichen Lebens.

### Flugverkehr
Am 5. August 1810 stieg Eugene Robertson mit einem Ballon vom Schlossplatz auf; er landete in Quanditten (Kreis Fischhausen). Im Juni 1906 stieg ein Fesselballon des Berliner Vereins für Luftschifffahrt mit 15 Personen im Tiergarten auf 300 m Höhe. Louis Blériot fuhr 1913 in Königsberg. Im selben Jahr wurde die Zeppelin-Luftschiffhalle im Klein Amalienau gebaut. Der schon bestehende Militärflugplatz wurde 1919 zum zivilen Flughafen Devau umgebaut, von dem Verbindungen nach Berlin, Stockholm und Moskau unterhalten wurden. Der Flughafen Devau war somit einer der ersten Flughäfen überhaupt und unterstreicht die Brückenfunktion der Stadt als Drehkreuz zwischen Ost und West. Als das neue Luftschiff Graf Zeppelin am 24. August 1930 zu Besuch kam, strömten Menschenmassen nach Devau.

## Handwerk und Wirtschaft
Die exponierte geographische Lage Königsbergs als Schnittpunkt des Handels mit Osteuropa prägte das Wirtschaftsleben der Stadt. Es begann mit der Verleihung der Markt- und Stadtrechte an die drei Siedlungen vor über 700 Jahren und setzte sich in der herausragenden Stellung zur Hansezeit fort. Das Zunftwesen, die Einführung bestimmter wirtschaftspolitischer Maßnahmen wie Stapelrecht und Pfundzoll sowie die politische Vereinigung der drei Städte im Jahre 1724 waren die Grundlage für eine prosperierende Entwicklung. Die Industrielle Revolution und die damit verbundene moderne Verkehrsentwicklung wirkten sich für Königsberg positiv aus. Diese Voraussetzungen im Zusammenspiel mit nachhaltiger Förderung der Stadt durch die jeweiligen Machthaber führten dazu, Königsberg zu einem wirtschaftlichen Zentrum des östlichen Ostseeraums zu machen.

### Glockengießer
Die ersten Glockengießer waren Stückmeister, die Geschütze in der kurfürstlichen Gießerei anfertigten. Um 1600 war Nickel Schmiedchen als Glockengießer tätig. Die bekanntesten Glockengießer waren Michael Dormann und Hannibal Brors. Brors verbesserte als Mechanicus das Gießverfahren und erfand mechanische Werkzeuge zur Erleichterung des Läutens. Ab 1633 goss die Familie Dormann über 150 Glocken. Ein weiterer Glockengießer war Andreas Dorling, bezeugt 1722/36 und 1742/65, vermutlich Vater und Sohn. Der Elbinger Jonas A. Bellmann fertigte in Königsberg zwei Glocken für die Tragheimer Kirche. Die Dormannsche Werkstatt führte der aus Dresden stammende Johann Christian Copinus weiter. Ludwig Wilhelm Copinus (1765–1832) war Ältermann der Glockengießer und städtischer Brandinspektor. Seine Witwe Wilhelmine Copinus setzte das Geschäft fort, ab 1843 mit E. Groß. Königsbergs letzter Glockengießer Johannes Groß führte die Fa. Copinus Nachf. weiter. Sie versorgte Ost- und Westpreußen mit guten Glocken und goss 1855 die große Glocke auf dem Schlossturm (Königsberg) um. 1876 verschwand der Name Johannes Groß aus dem Glockenregister. Seither wurden keine Glocken mehr in Königsberg gegossen.

### Hafen
Überregionale Bedeutung erlangten das Hundegatt und die Lastadie bereits im Mittelalter. 1811 wurde die Verwaltung des Hafens der Königsberger Kaufmannschaft übertragen. Seit 1840 bestand eine regelmäßige Dampferverbindung nach Pillau und Danzig. 1872 wurden 3741 Schiffe im Hafen gelöscht. 1901 wurde der Königsberger Seekanal eröffnet. 1904 wurden die Werfthallen gebaut, 1921 der Hafenausbau begonnen. 1924 wurde am Unterlauf des Pregels ein neues Seehafenbecken angelegt. Der maßgebliche Grund dafür war der polnische Korridor mit seinen schleppenden, störanfälligen Grenzabfertigungen. Von einem reinen Flusshafen (Pregel) wurde er nun einer der modernsten Seehäfen der Ostsee. Es entstanden drei moderne Hafenbecken nebst Lagergebäuden und modernen Verladeanlagen. Das neue Hafenbecken III diente mit seinen flachen Lagerhallen dem Stückgutverkehr und erhielt an der Westseite 1939/40 einen Getreidespeicher. Das Hafenbecken IV, an dem der größte Getreidespeicher Europas entstand, diente ausschließlich dem Getreidehandel, das ganz im Westen gelegene Hafenbecken V dem Holzhandel. Der neue Hafen verfügte nunmehr über fast acht Kilometer Kaimauern, 160.000 Quadratmeter Schuppen- und Speicherraum, ein Kühlhaus, Tankanlagen, 30 mechanische Kräne und einen Hafenbahnhof. Die Fahrrinne wurde selbst im strengsten Winter von Eisbrechern ständig offen gehalten. Der Hafen galt in den 1930er Jahren als der modernste Hafen der Ostsee mit 4210 gelöschten Schiffen 1938. Dennoch konnten nach wie vor Seeschiffe bis 3000 BRT auf dem neuen Pregel quer durch die ganze Innenstadt bis zur Feldmühle Sackheim fahren. Der alte Pregel war bis zu den holzverarbeitenden Fabriken am Viehmarkt für Hochseeschiffe erreichbar, aber auch Gemüsekähne aus der Niederung wurden am Fischmarkt und am Junkergarten gelöscht.
Der neue Königsberger Handels-, Industrie-, Holz- und Freihafen, der fünf große Hafenbecken umfasste, galt mit seinen modernen Getreidespeichern (der größte in Europa), die einen schnellen maschinellen Umschlag, eine Reinigung, Veredelung und Umstapelung des Getreides ermöglichten, als der modernste Hafen der Ostsee. Der Umschlag des Seeverkehrs belief sich 1938 auf 3,9 Mio. Tonnen, der Umschlag des Binnenwasserverkehrs von Pregel, Deime, Großem Friedrichsgraben, Kurischem Haff, Memel und den Masurischen Kanälen auf 3400 Kähne mit 950.000 Tonnen.
Das Haus der Stauer für den gesamten Hafenbetrieb war in der Friedrichsburgstraße 19, neben der alten Feste Friedrichsburg.

### Deutsche Ostmesse Königsberg (DOK)
Die erste Deutsche Ostmesse wurde 1920 von Reichspräsident Friedrich Ebert eröffnet. Handelte man anfangs nur mit landwirtschaftlichen Investitions- und Verbrauchsgütern, so entwickelte sich die DOK schnell zur zweitgrößten Messe des Deutschen Reiches, nach Leipzig. Neben dem Großhandel hatten der Handel mit Kolonialwaren, Eisen und Eisenwaren, Flachs, Hanf, Häuten, Fellen und Leder, Baumaterialien und Kohlen, Textilwaren sowie der Holz- und Brennstoffhandel eine große Bedeutung. Des Erfolges wegen erweiterte man die Palette auch durch Industriegüter. Diesem zusätzlichen Ansatz folgend erbaute man 1925 das Haus der Technik. Die DOK stärkte die wirtschaftlichen Verbindungen der Exklave Ostpreußen mit dem Reich und ebnete gleichzeitig der deutschen Wirtschaft die Wege zu den osteuropäischen Märkten. 1930 kamen 120.000 Besucher, davon 2.500 Ausländer. 1937 stieg die Zahl der Besucher auf 204.000. Die letzte Messe fand 1941 statt.

### Industrie und Gewerbe

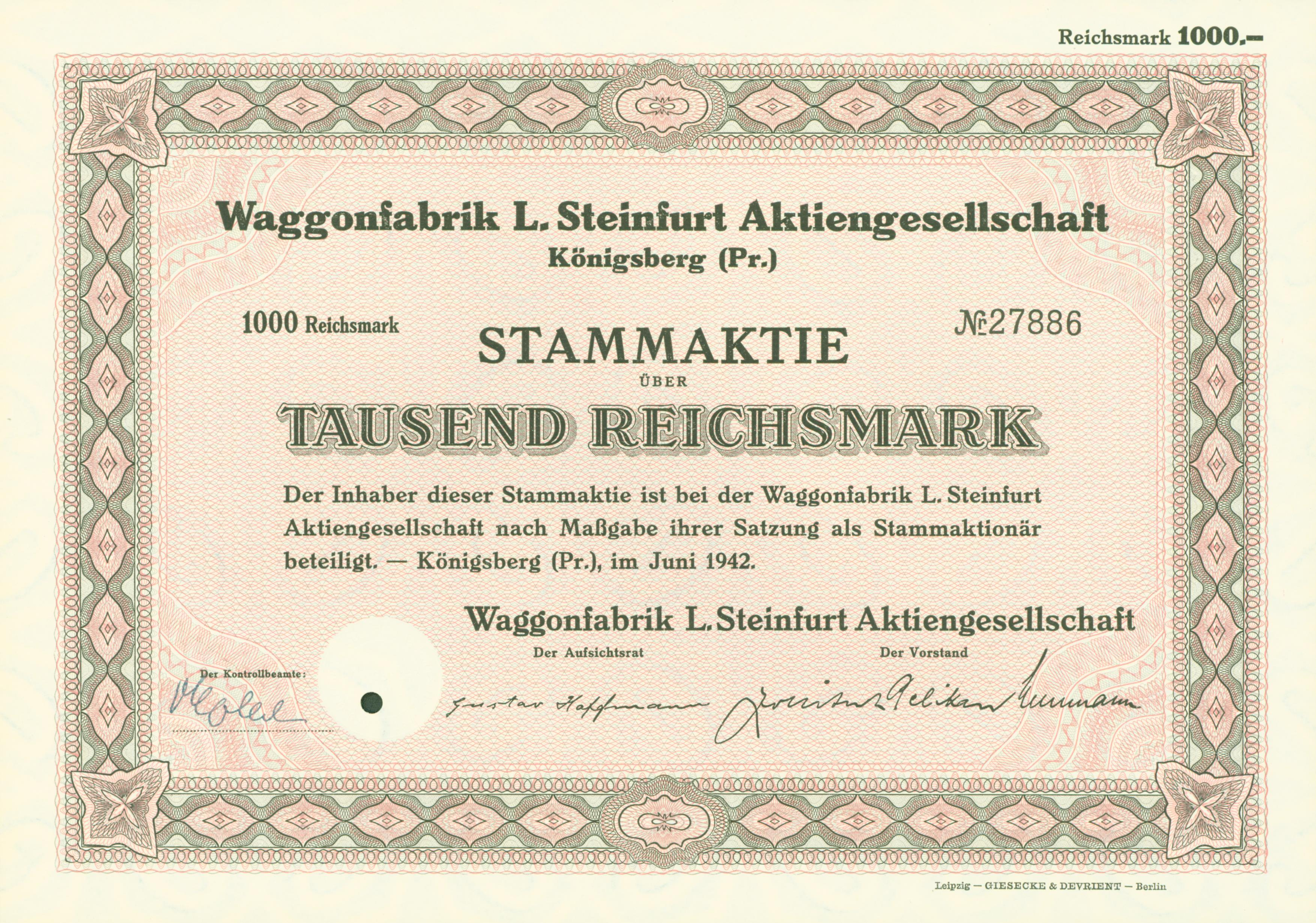
Aktie über 1000 Reichsmark der Waggonfabrik Steinfurt vom Juni 1942

Die Industrie trat in Königsberg hinter Handel und Verkehr zurück. Dennoch hatten sich in der Stadt einige Industriezweige entwickelt. Von jeher war die Holzwirtschaft für Königsberg von großer Bedeutung. In ihrer Folge entstanden zwei große Zellstoff-Fabriken. Dazu gehörten die Säge- und holzverarbeitende Industrie. Die landwirtschaftliche Verarbeitungsindustrie, Landmaschinen- und Waggonbau, Werften, Ziegeleien sowie eine Textil- und Maschinenindustrie bedürfen der Erwähnung. Zwei Güter produzierte Königsberg, deren Handelsbeziehungen sich praktisch auf nahezu alle Länder der Erde erstreckte: Bernstein und Marzipan. Kleinere Betriebe stellten aus Bernstein Gebrauchs- und Schmuckgegenstände her. Dagegen stellte die staatliche Bernstein-Manufaktur Schmuck und Schnitzarbeiten vorzugsweise aus größeren Bernsteinstücken her. Das Königsberger Marzipan als zierliches Teekonfekt trug den Namen der Stadt in alle Welt. Die „Union Gießerei Königsberg“ war das bedeutendste Maschinenbauunternehmen der Stadt. Königsberg war Sitz der ostpreußischen Bernsteinmanufaktur. 1865 bis 1945 bestand in der Arndtstraße die Waggonfabrik Steinfurt, der Erfindungsort automatischer Eisenbahnkupplungen, wie der bis heute europaweit eingesetzten Scharfenberg-Kupplung, kurz „Schaku“ (Patent von 1903). Vor der Spezialisierung wurden auch Klappbrücken gebaut.

### Dienstleistungssektor

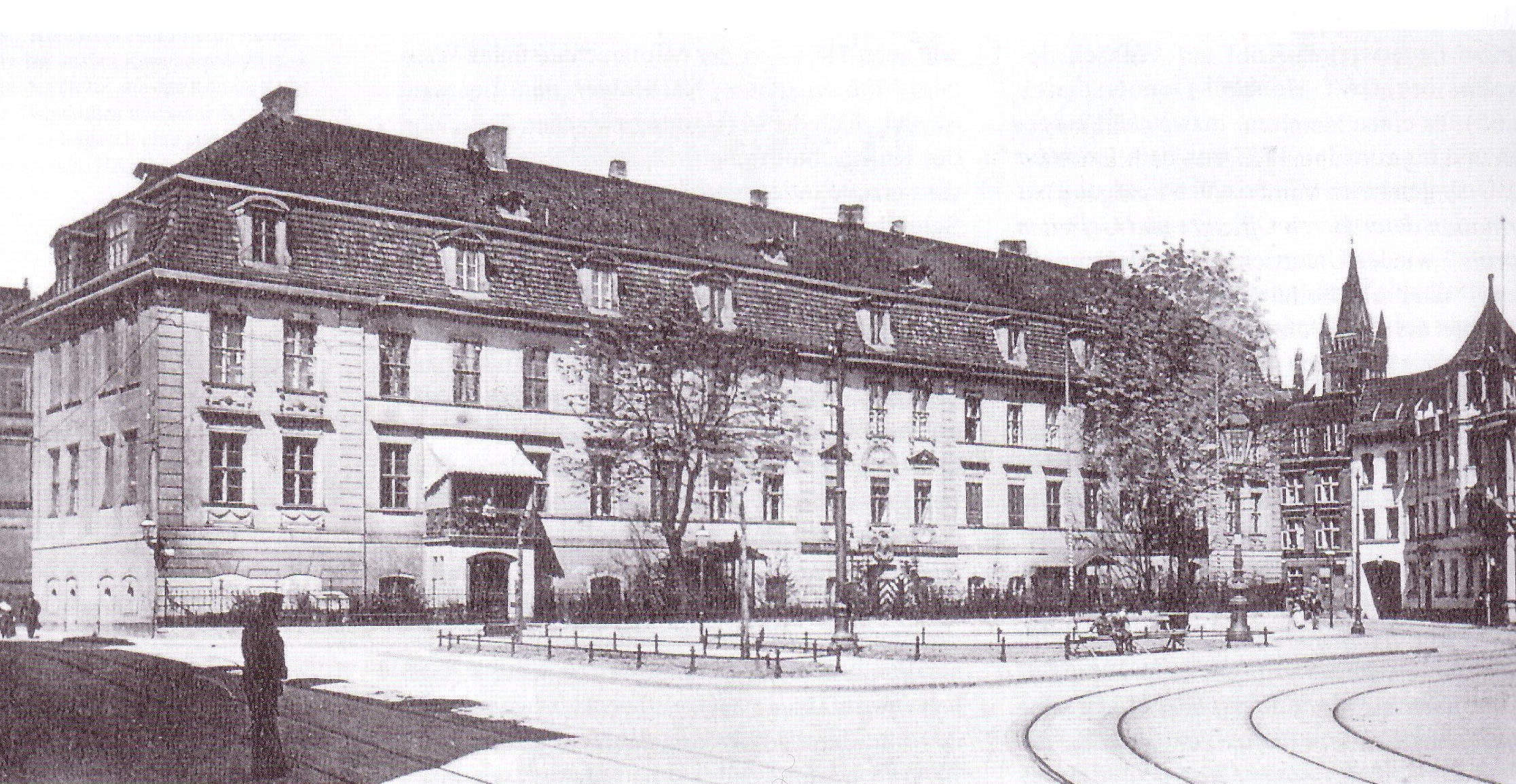
Reichsbank-Hauptstelle, früher das Palais von David Schindelmeißer (1900)

Reichsweit bekannt war die Buchhandlung Gräfe und Unzer. Die Reichsbank war mit einer Hauptstelle vertreten. Andere Banken waren die Hypothekenbank der Ostpreußischen Landschaft, die Königsberger Vereinsbank (1871) und die Norddeutsche Creditanstalt (1895). Königsberg war der Hauptsitz der Nordstern (Versicherung).

### Telekommunikation
Das Königsberger Telefonnetz wurde mit 25 Teilnehmern 1883 eröffnet. Acht Jahre später (1891) waren es bereits 563 Anschlüsse, gefolgt von 3.226 im Jahre 1908 und steigerte sich auf 11.300 Teilnehmer im Jahr 1928. Ab 1893 war Königsberg telefonisch mit Berlin verbunden. Wurden 1893 täglich noch 6.677 Gespräche von Telefonistinnen handvermittelt, so waren es 1928 bereits 80–90.000. In den 1920er Jahren entstanden folgende Selbstanschlussämter:
- „Amt Hindenburg“ im Postamt 9 in der Hindenburgstraße
- „Amt Pregel“ im Postamt 6 in der Selkesstraße (1926)
- „Amt Schlossteich“ im Telegraphenamt am Gesekusplatz (1930)

## Bildung

### Hochschulen
Die Albertus-Universität Königsberg war eine der ältesten Hochschulen im deutschen Sprachraum. Mit ihr verbunden war die herausragende Staats- und Universitätsbibliothek Königsberg. Zu ihren Beständen gehörten die traditionsreiche Silberbibliothek und die Wallenrodtsche Bibliothek. Daneben bestanden die Kunstakademie Königsberg und die Handelshochschule Königsberg.

### Schulen
Das Altstädtische Gymnasium, das Collegium Fridericianum und das Kneiphöfische Gymnasium waren berühmte humanistische Schulen. Eigens für sie hatte der preußische Bildungsreformer Wilhelm von Humboldt den Königsberger Schulplan vorgelegt.
Andere weiterführende Schulen der Stadt waren das Königliche Wilhelms-Gymnasium, das Königliche Hufengymnasium, die Städtische (Bessel-)Oberschule, die Hindenburg-Oberrealschule, die Burgschule, das Löbenichtsche Realgymnasium, die Körte-Schule, die Ostpreußische Mädchengewerbeschule und die Königin-Luise-Schule.

## Festlichkeiten
Bedeutende Festlichkeiten in der Stadtgeschichte waren:
- Alljährliche Leistungsschau der Königsberger Zünfte im Herzogtum Preußen, siehe Lange Wurst
- Königskrönung Friedrichs III. von Brandenburg (1701)
- 300-Jahr-Feier der Albertus-Universität im August 1844, siehe Königsberger Senioren-Convent#Universitätsjubiläum 1844
- Bahnverbindung nach Berlin, Einweihung von Königsberg Ostbahnhof am 2. August 1853
- Königskrönung Wilhelms I. (1861)
- Einweihung der Neuen Universität am Paradeplatz mit Kronprinz Friedrich am 20. Juli 1862
- Maifeier der Studentenschaft
- Königsberger Kant-Feier (1924)
- 100. Stiftungsfest des Corps Masovia

## Brände
Königsberg wurde von schweren Bränden heimgesucht:
- 1262: Nördlich der Burg wurde die erste Siedlung im zweiten Prußenaufstand niedergebrannt.
- 1513: Kneiphofs Vorstadt St. Antonius, die Langgasser Brücke und alle Speicher brannten ab.
- 1539: großer Brand von Sackheim und Roßgarten, ausgehend von einer Backstube.
- 1756: Brand der Weißgerberstraße, des Vorderroßgartens, der Kalthöfischen und der Jägerhofstraße
- 1764: Brand in der Holzbude eines Segelmachers auf der Altstädtischen Lastadie; Flugfeuer ergriff den Löbenicht und Sackheim. Vier Kirchen, das Löbenichtsche Rathaus, das Pauperhaus, 369 Häuser und 49 Speicher brannten nieder. 27 Tote, Schaden 5 Millionen Taler. Friedrich II. spendete 205.000 Taler.
- 1769: Brand der Vorstadt, 76 Häuser, darunter das Haus von Immanuel Kant, und 143 Getreidespeicher brannten nieder. Schaden 10 Mio. Taler. Friedrich II stiftete 150.000 Taler. Aus dem Trümmerschutt wurde auf dem Wiesengrund nördlich des Zuggrabens der Millionendamm aufgeschüttet.[A 2]
- 1775: Brand von Vorstadt und Haberberg. 988 Gebäude.
- 1803: Feuer am Neuen Garten, 26 Häuser und Speicher sowie der Saturgussche Garten brannten ab.
- 1811: Großer Speicherbrand im Kneiphof; durch 400 geplatzte Tonnen Öl und Teer, die auf dem Wasser brennen, werden zahlreiche Wittinen in Brand gesetzt. 144 Häuser, 134 Speicher, 27.000 Last Getreide, der Grüne Kran und die alte Synagoge gingen in Flammen auf.
- 1839: Brand der Altstädtischen Lastadie; zahllose Speicher und Schiffe sowie der Rote Kran brannten ab.
- 1845: In der Kneiphöfischen Vorstadt brennen 14 Speicher ab.
- 1944: Weitgehende Zerstörung durch die Luftangriffe auf Königsberg

### Zeitgenössische Chroniken
- Peter von Dusburg: Chronicon Terrae Prussiae. (um 1326).
- Nikolaus von Jeroschin: Di Kronike von Pruzinlant. (Übertragung des Chronicon Terrae Prussae ins Niederdeutsche mit Ergänzungen, um 1340).
- Wigand von Marburg: Chronica nova Prutenica. (in Fragmenten überliefert, um 1400).
- F. A. Meckelburg: Preussische Chronik des Johannes Freiberg. 1511–1560. Königsberg 1848 (Volltext). (Druckfehler und Verbesserungen).